# Liste der Baudenkmäler in Bogenhausen
Auf dieser Seite sind die Baudenkmäler im Münchner Stadtteil Bogenhausen im gleichnamigen Stadtbezirk 13 aufgelistet. Zu diesen Baudenkmälern gibt es auch eine Bildersammlung und ein Fotoalbum mit ausgewählten Bildern.
Diese Liste ist Teil der Liste der Baudenkmäler in München. Grundlage ist die Bayerische Denkmalliste, die auf Basis des bayerischen Denkmalschutzgesetzes vom 1. Oktober 1973 erstmals erstellt wurde und seither durch das Bayerische Landesamt für Denkmalpflege geführt und aktualisiert wird. Die folgenden Angaben ersetzen nicht die rechtsverbindliche Auskunft der Denkmalschutzbehörde.

## Ensembles
- Altbogenhausen. Der Bereich zwischen Maria-Theresia-Straße im Westen und Böhmerwaldplatz/Shakespeareplatz im Osten, zwischen Händel- und Laplacestraße im Norden und Prinzregentenstraße mit Prinzregentenplatz im Süden ist ein Ensemble von überregionaler städtebaulicher Bedeutung. In diesem Ensemble sind bestimmte städtebauliche Prinzipien, die im Zusammenhang des Münchner Stadterweiterungswettbewerbs von 1892 entwickelt wurden, in ihrem charakteristischen Zusammenhang und über einen größeren Flächenbereich noch am anschaulichsten vermittelt. Als für die damalige Zeit besondere städtebauliche Leistung fassbar sind für Bogenhausen folgende Merkmale: der dezentralisiert angelegte neue Stadtteil von eigenem stadtphysiognomischem Charakter; darin die Abfolge meist geschlossener Straßen- und Platzräume zur absichtlichen Herstellung malerischer Bildsequenzen unter Voraussetzung eines differenzierten Straßen- und Bebauungssystems und die Verwendung naturräumlicher Vorgegebenheiten als Gliederungselement – hier der Isarkante. Unter Berücksichtigung der damaligen städtebaulichen Theorie und Praxis handelt es sich um eine überaus fortschrittliche und stadtbaukünstlerisch bemerkenswerte Lösung, entwickelt aus dem Ideengut des sogenannten malerischen Städtebaus mit seinen kunsttechnischen Gestaltungsprinzipien und bestimmt durch in den Münchner Staffelbauplan von 1904 durch Theodor Fischer eingegangenen Grundgedanken. Der Staffelbauplan, noch bis Ende des Jahres 1979 gültig, ist städtebauliches Instrument von einer über die Stadt München weit hinausgehenden geschichtlichen Bedeutung. (E-1-62-000-7)

- Parkstadt Bogenhausen. Die Parkstadt Bogenhausen ist als qualitätsvolles Beispiel des fortschrittlichen Siedlungsbaus der 1950er Jahre ein Ensemble. Unstrittig ist ihre überregionale Bedeutung: Innerhalb der Architekturentwicklung zu einer zweiten Moderne im Nachkriegsdeutschland nimmt sie einen festen Platz ein. Unstrittig ist auch ihre Bedeutung für ganz Bayern und München. Sie stellt Mitte der 1950er Jahre das umfangreichste Siedlungsprojekt dar. Nach einem Bebauungsplan des Architekten Franz Ruf ist die Parkstadt Bogenhausen in den Jahren 1955/56 innerhalb des Straßengevierts Richard-Strauß-Straße im Westen, Gotthelfstraße im Osten, Stuntzstraße im Süden und Schreberweg im Norden entstanden. Der Ensemblebereich ist mit der von Franz Ruf überplanten Fläche identisch. Gleichzeitig ist die Siedlung ein Gemeinschaftswerk mehrerer Architekten: Helmut von Werz, Matthä Schmölz, Johannes Ludwig und Hans Knapp-Schachleiter waren beteiligt, die Gestaltung der Grünflächen stammt von dem Gartenarchitekten Alfred Reich. (E-1-62-000-69)

- Prinzregentenstraße links und rechts der Isar.; Die Prinzregentenstraße in ihrem Verlauf zwischen Prinz-Karl-Palais im Westen und Richard-Strauss-Straße/Leuchtenbergring im Osten ist ein Ensemble von besonderer städtebaulicher Bedeutung. Es ist anschauliches Beispiel einer großstädtischen Hauptstraße, in der eine Monumentalstraße vom Typus barocker Prospektstraßen mit den Prinzipien des malerischen Städtebaus und seinen wechselvollen Bild-Situationen verbunden ist, wobei auch in vorbildlicher Weise eine künstlerische Beziehung zwischen Stadt und Fluss gewonnen werden konnte. Die besondere städtebauliche Leistung erschließt sich in den wechselnden Bildern einer Art Straßen-Landschaft von beträchtlicher Längenausdehnung vor allem im Bewegungsablauf durch den gesamten Straßenzug links und rechts der Isar, wobei das Friedensdenkmal oberhalb der Luitpoldterrasse eine Gelenkfunktion einnimmt. (E-1-62-000-54)

## Einzelbaudenkmäler

### A
| Lage                                                 | Objekt                                  | Beschreibung | Akten-Nr.       | Bild           |
| ---------------------------------------------------- | --------------------------------------- | --- | --------------- | -------------- |
| Arabellastraße 10/12, Denninger Straße 23 (Standort) | Verwaltungszentrum der Hypo-Vereinsbank | Einprägsame Gebäudegruppe von städtebaulicher Dominanz, aus Flachbau und Hochhaus bestehend, 1975–81 von Walther und Bea Betz; Flachbau: zweiflügeliges, breitgelagertes, bis fünfstöckiges terrassiertes Basisgebäude über versetzten Trapezgrundrissen (Repräsentationsräume, Sozialeinrichtungen, Schwimmbad, EDV-Anlage); im Gelenk der beiden Flügel das Hochhaus (Büronutzung), dessen drei prismatische, unterschiedlich hohe Baukörper (bis 114 m) zwischen vier Rundtürmen eingestellt sind; Stahlbetonbau, Verkleidung mit einer vorgehängten Fassade aus Aluminiumelementen; reversible, als Groß- und Einzelraum nutzbare Büroflächen. | D-1-62-000-8063 | weitere Bilder |

### B
| Lage | Objekt                                               | Beschreibung | Akten-Nr.       | Bild                                         |
| --- | ---------------------------------------------------- | --- | --------------- | -------------------------------------------- |
| Bad Brunnthal 2 (Standort)                                                                                               | Villa                                                | Neuklassizistisch, um 1910; symmetrische Gruppe mit Nr. 4. | D-1-62-000-537  | weitere Bilder                               |
| Bad Brunnthal 3 (Standort)                                                                                               | Villa                                                | Neuklassizistisch, um 1910; Abschluss der Straße | D-1-62-000-537  | weitere Bilder                               |
| Bad Brunnthal 4 (Standort)                                                                                               | Villa                                                | Neuklassizistisch, um 1910, symmetrische Gruppe mit Nr. 2 | D-1-62-000-537  | weitere Bilder                               |
| Barbarossastraße 3 (Standort)                                                                                            | Evang.-Luth. Nazarethkirche                          | Mit Gemeindezentrum; kubischer Baukörper auf Stützen mit sternförmigem Dach; fensterloser, mit Flossenbürger Granit verkleideter Unterbau, dessen Quadrat ein Oktogon umschließt; Kirchenraum mit acht im Kreis angeordneten Stützen, die die achteckige, filigranartige Laterne tragen; Ziegelhintermauerung, im Innenraum geschlämmt; Kupferblechbedachung mit Knauf und Kreuz; mit Ausstattung; Freitreppe, in die ein Glockenträger aus Sichtbeton eingebunden ist, zur Terrasse vor dem Kircheneingang; auf tieferem Geländeniveau, im Erdgeschoss, das Gemeindezentrum; 1960–62 von Helmut von Werz und Johann-Christoph Ottow. Kirchturm, an der Hörselbergstraße 1 | D-1-62-000-7927 | weitere Bilder                               |
| Böhmerwaldplatz 2 (Standort)                                                                                             | Schloßartige, neuklassizistische Villa               | Generalkonsulat der Republik Serbien, um 1910, samt Gartenmauer und nordwestlichem Eckpavillon. | D-1-62-000-905  | weitere Bilder                               |
| Bogenhauser Kirchplatz (Standort)                                                                                        | Friedhof                                             | Ringsum von Mauer begrenzter Friedhof (noch benützt), mit zahlreichen künstlerisch und historisch bemerkenswerten Gräbern; vergleiche Neuberghauser Straße 9 und 11. | D-1-62-000-909  | weitere Bilder                               |
| Bogenhauser Kirchplatz 1 (Standort)                                                                                      | Ehemalige Katholische Pfarrkirche St. Georg          | 1766–71 aus dem weiteren Umkreis Johann Michael Fischers, mit spätgotischem Chor und hohem Turm; mit Ausstattung. | D-1-62-000-909  | weitere Bilder                               |
| Brahmsstraße 1/3/5/7 (siehe auch Brucknerstraße 2/4/6/8, Prinzregentenstraße 115/117 und Zaubzerstraße 32/34) (Standort) | Denkmal des Prinzregenten Luitpold in Bayern         | Bronzebüste auf hohem Sockel hinter konkav geschwungener Stampfbeton-Steinbank, von Alexius Ehrl (bezeichnet), um 1910; Gedenkstein für Heinrich Ritter von Haag, roh behauener Granitblock mit Bronzerelief und Inschrift, von Heinrich Waderé, 1908; im Innenhof einer Wohnanlage. | D-1-62-000-8073 | Denkmal des Prinzregenten Luitpold in Bayern |
| Brucknerstraße 1 (Standort)                                                                                              | Wohnblock                                            | (siehe auch Prinzregentenstraße 99/101/103/105/107/109/111), Musterbau der sogenannten Neuen Südstadt: Bauteil 1 an der Prinzregentenstraße, fünfgeschossiger putzgegliederter Block mit durchfenstertem Mezzanin und seitlichen Hochbunkern, von Walter Kratz, 1942–43, nach Schäden im Zweiten Weltkrieg wiederaufgebaut; Bauteil 2 an der Brucknerstraße, seitlicher Hochbunker und innenliegende Fluchttreppenhäuser, von Fritz Norkauer, 1942–43, Wohnhausbau, schlichter, fünfgeschossiger Satteldachbau, vom Baubüro der Bayerischen Versicherungskammer, 1952 | D-1-62-000-8525 | Wohnblock                                    |
| Buschingstraße 2/4/6 (Standort)                                                                                          | Ladenzeile und Gaststätten der Parkstadt Bogenhausen | 1955/56 nach Plänen des Architekten Franz Ruf als zentrale Gemeinschaftseinrichtung im Westteil der gleichzeitig entstandenen Siedlung errichtet, unter Einbeziehung des Straßenraums und gärtnerischer Anlagen; die beiden flach konzipierten Gebäude, horizontal ausgerichtet und klar gegliedert, sind in ihrer städtebaulich weiträumigen und freien Anordnung durch die Arkaden zusammengebunden, die der rationalen Architektur die charakteristische Transparenz geben; zweiflügelige Ladenzeile rechtwinklig angeordnet, der Laubengang zu den Appartements im Obergeschoss über eine Freitreppe zugänglich; Parkgaststätte, mit niedrigem Seitenflügel stumpfwinklig zur Ladenzeile angeordnet, das höhere Obergeschoss raumhoch verglast, mit an den Frontseiten stark vorkragendem Dach und weit ausgreifenden Arkaden; Bronzeplastik, zum Gedenken an Paul Busching (1877–1945), westlich der Ladenzeile. | D-1-62-000-7843 | weitere Bilder                               |

### C
| Lage                                           | Objekt           | Beschreibung                                                                                                   | Akten-Nr.       | Bild           |
| ---------------------------------------------- | ---------------- | --- | --------------- | -------------- |
| Cuvilliesstraße 1 (Standort)                   | Mietshaus        | In Ecklage, mit Erkern, im Kern um 1900                                                                        | D-1-62-000-1134 | Mietshaus      |
| Cuvilliesstraße 1a/3/5/7/9/11/13/15 (Standort) | Reihenhausgruppe | Historisierend, 1910–11 von Heilmann & Littmann                                                                | D-1-62-000-1135 | weitere Bilder |
| Cuvilliesstraße 2 (Standort)                   | Mietshaus        | Neurenaissance, mit Bodenerker, um 1900                                                                        | D-1-62-000-1136 | Mietshaus      |
| Cuvilliesstraße 6 (Standort)                   | Mietshaus        | Neubarock, um 1900                                                                                             | D-1-62-000-1138 | Mietshaus      |
| Cuvilliesstraße 16/18 (Standort)               | Doppelvilla      | Barockisierend, um 1910                                                                                        | D-1-62-000-1140 | weitere Bilder |
| Cuvilliesstraße 20 (Standort)                  | Villa            | Neuklassizistisch, mit Freitreppe                                                                              | D-1-62-000-1141 | weitere Bilder |
| Cuvilliesstraße 22 (Standort)                  | Villa            | Barockisierend, um 1910/20                                                                                     | D-1-62-000-1142 | weitere Bilder |
| Cuvilliesstraße 24 (Standort)                  | Wohnhaus         | Im Stil der Neuen Sachlichkeit mit Anklängen an den Heimatstil, 1928 von Gustav Ludwig.                        | D-1-62-000-1143 | weitere Bilder |
| Cuvilliesstraße 25 (Standort)                  | Villa            | Neuklassizistisch, reich gegliedert, bez. 1911, samt Pfeilergitterzaun und Eckpavillon.                        | D-1-62-000-1144 | weitere Bilder |
| Cuvilliesstraße 27 (Standort)                  | Villa            | Barockisierend, samt Gartenpavillon, 1907 von Gebrüder Ludwig; Gruppe mit Lamontstraße 30.                     | D-1-62-000-1145 | weitere Bilder |
| Cuvilliesstraße 29 (Standort)                  | Villa            | Barockisierend, 1913 von den Gebrüdern Ludwig                                                                  | D-1-62-000-1146 | Villa          |
| Cuvilliesstraße 31 (Standort)                  | Villa            | Historisierend, um 1910; in Ecklage an Possartstraße bzw. Shakespeareplatz; bildet Block mit Possartstraße 27. | D-1-62-000-1147 | Villa          |

### D
| Lage                      | Objekt                           | Beschreibung | Akten-Nr.        | Bild           |
| ------------------------- | -------------------------------- | --- | ---------------- | -------------- |
| Delpstraße 2 (Standort)   | Villa                            | zweigeschossiger Walmdachbau mit Bodenerkern und erdgeschossigem Anbau, in barockisierenden Formen, um 1920                            | D-1-62-000-1249  | weitere Bilder |
| Delpstraße 4 (Standort)   | Villa                            | Neuklassizistisch, mit Frigga-Relief, um 1910, samt Pfeilergitterzaun und Tierfiguren-Portal.                                          | D-1-62-000-1250  | weitere Bilder |
| Delpstraße 6 (Standort)   | Villa                            | Barockisierend, 1922–23 von Hans Büttner bzw. Heilmann & Littmann; ursprünglich mit Mansarddach; samt Gartenportal.                    | D-1-62-000-1251  | weitere Bilder |
| Donaustraße 5 (Standort)  | Barockisierende Mansarddachvilla | Früheres Österreichisches Generalkonsulat, bezeichnet 1925.                                                                            | D-1-62-000-1320  | weitere Bilder |
| Donaustraße 28 (Standort) | Wohnhaus                         | zweigeschossiger Walmdachbau mit überdachter Terrasse; Einfriedung an der Arberstraße, Betonpfeilern über Sockel; von Sep Ruf, 1934/35 | D-1-62-000-11033 | weitere Bilder |

### E
| Lage                             | Objekt           | Beschreibung | Akten-Nr.       | Bild             |
| -------------------------------- | ---------------- | --- | --------------- | ---------------- |
| Ebersberger Straße 5 (Standort)  | Mansarddachvilla | Barockisierend, um 1910/20 | D-1-62-000-1393 | Mansarddachvilla |
| Ebersberger Straße 11 (Standort) | Mansarddachvilla | Barockisierend, um 1910 | D-1-62-000-1394 | weitere Bilder   |
| Ebersberger Straße 14 (Standort) | Villa            | Barockisierend, 1923 von Max Roth als zweigeschossige langgestreckte Mansarddachvilla erbaut; 1926 Gartenpavillon im Vorgarten; 1951 veränderter Wiederaufbau mit Walmdach.       | D-1-62-000-1395 | Villa            |
| Europaplatz 1 (Standort)         | Friedensengel    | hohe korinthische Säule mit vergoldetem Bronzeengel über Karyatidenhalle als Sockelbau, von Heinrich Düll, Georg Pezold und Max Heilmaier, 1896–99; oberhalb der Luitpoldterrasse | D-1-62-000-8663 | weitere Bilder   |

### F
| Lage                                                        | Objekt                  | Beschreibung | Akten-Nr.       | Bild                    |
| ----------------------------------------------------------- | ----------------------- | --- | --------------- | ----------------------- |
| Felix-Dahn-Straße 8 (Standort)                              | Schlossartige Villa     | Neubarock, 1922 von Paul Liebergesell und Feodor Lehmann, in größerem Garten; an der Felix-Dahn-Straße Nebengebäude, durch barockisierendes Tor mit demjenigen von Nr. 10 verbunden; Baugruppe mit Nr. 10. | D-1-62-000-1668 | Schlossartige Villa     |
| Felix-Dahn-Straße 10 (Standort)                             | Schlossartige Villa     | Neubarock, 1922 von Paul Liebergesell und Feodor Lehmann, in größerem Garten; Nebengebäude durch barockisierendes Tor mit demjenigen von Nr. 8 verbunden; Baugruppe mit Nr. 8.                             | D-1-62-000-1669 | weitere Bilder          |
| Flemingstraße 11 (Standort)                                 | Wohn- und Geschäftshaus | zweigeschossiger Walmdachbau mit kleinem Erkervorbau, in sachlichen Formen gestaltet, vom Baubüro Leonhard Moll, 1932                                                                                      | D-1-62-000-9927 | Wohn- und Geschäftshaus |
| Friedrich-Herschel-Straße 1 (Standort)                      | Mietshaus               | In Ecklage, Jugendstil, reich gegliedert und plastisch dekoriert, bezeichnet 1910, von Franz Popp; Gruppe mit Nr. 3.                                                                                       | D-1-62-000-1887 | Mietshaus               |
| Friedrich-Herschel-Straße 3 (Standort)                      | Mietshaus               | Jugendstil, kräftig gegliedert, mit plastischem Dekor, um 1910; Gruppe mit Nr. 1. | D-1-62-000-1888 | weitere Bilder          |
| Friedrich-Herschel-Straße 4 (Standort)                      | Reihenhaus              | Neuklassizistisch, 1912 von Theodor Veil und Gerhard Herms; Gruppe mit Nr. 6, 8, 10 und 12 | D-1-62-000-1889 | Reihenhaus              |
| Friedrich-Herschel-Straße 6 (Standort)                      | Reihenhaus              | Neuklassizistisch, 1921 von Andreas H. Buchinger; Gruppe mit Nr. 4, 8, 10 und 12 | D-1-62-000-1890 | Reihenhaus              |
| Friedrich-Herschel-Straße 8 (Standort)                      | Reihenhaus              | Neuklassizistisch, 1923 von Peter A. Danzer; Gruppe mit Nr. 4, 6, 10 und 12 | D-1-62-000-1891 | Reihenhaus              |
| Friedrich-Herschel-Straße 9/11/13/15/17/19/23/25 (Standort) | Reihenhausgruppe        | historisierend, 1910–11 von Heilmann & Littmann; die um ein Geschoss höheren Eckhäuser, Nr. 9 und 25, rahmen die Gruppe, der sich Rauchstraße 10 und 12 anschließen                                        | D-1-62-000-1892 | Reihenhausgruppe        |
| Friedrich-Herschel-Straße 10 (Standort)                     | Reihenhaus              | Neuklassizistisch, 1922 von Karl Berger; Gruppe mit Nr. 4, 6, 8 und 12 | D-1-62-000-1893 | Reihenhaus              |
| Friedrich-Herschel-Straße 12 (Standort)                     | Reihenhaus              | Neuklassizistisch, 1924 von Theo Lechner und Fritz Norkauer; Gruppe mit Nr. 4, 6, 8 und 10 | D-1-62-000-1895 | Reihenhaus              |
| Friedrich-Herschel-Straße 18 (Standort)                     | Wohnhaus                | Später, barockisierender Jugendstil, um 1910; Gruppe mit Nr. 20, 22 und 24 | D-1-62-000-1897 | Wohnhaus                |
| Friedrich-Herschel-Straße 20 (Standort)                     | Wohnhaus                | Später, barockisierender Jugendstil, um 1910; Gruppe mit Nr. 18, 22 und 24 | D-1-62-000-1899 | Wohnhaus                |
| Friedrich-Herschel-Straße 22 (Standort)                     | Wohnhaus                | Später, barockisierender Jugendstil, um 1910; Gruppe mit Nr. 18, 20 und 24 | D-1-62-000-1900 | Wohnhaus                |
| Friedrich-Herschel-Straße 23 (Standort)                     | Wohnhaus                | Siehe Friedrich-Herschel-Straße 9–25 (ungerade Nummern) ehemals unter der Nummer D-1-62-000-1901 separat aufgeführt                                                                                        | D-1-62-000-1892 | Wohnhaus                |
| Friedrich-Herschel-Straße 24 (Standort)                     | Wohnhaus                | Später, barockisierender Jugendstil, um 1910; Gruppe mit Nr. 18, 20 und 22 | D-1-62-000-1902 | Wohnhaus                |
| Friedrich-Herschel-Straße 27 (Standort)                     | KubischeVilla           | Mit Walmdach, um 1925 | D-1-62-000-1904 | KubischeVilla           |

### G
| Lage                           | Objekt                                                      | Beschreibung | Akten-Nr.       | Bild                                  |
| ------------------------------ | ----------------------------------------------------------- | --- | --------------- | ------------------------------------- |
| Galileiplatz 1 (Standort)      | Villa                                                       | Ehemaliges Spanisches Generalkonsulat, barockisierende Villa, um 1910. | D-1-62-000-2030 | weitere Bilder                        |
| Galileiplatz 2 (Standort)      | Villa                                                       | Barockisierend, um 1910, Fassadenpreisträger 2005. | D-1-62-000-2031 | weitere Bilder                        |
| Gaußstraße 1 (Standort)        | Teil einer symmetrischen Villengruppe                       | historisierend, um 1910; mit Nr. 3 | D-1-62-000-2049 | Teil einer symmetrischen Villengruppe |
| Gaußstraße 3 (Standort)        | Teil einer symmetrischen Villengruppe                       | historisierend, um 1910; mit Nr. 1 | D-1-62-000-2049 | Teil einer symmetrischen Villengruppe |
| Gaußstraße 4 (Standort)        | Villa                                                       | Barockisierend, um 1910 | D-1-62-000-2051 | weitere Bilder                        |
| Gaußstraße 6 (Standort)        | Villa                                                       | historisierend, um 1910/20 | D-1-62-000-2052 | weitere Bilder                        |
| Gaußstraße 12 (Standort)       | Villa                                                       | In Ecklage, historisierend, 1910 erbaut als Wohnhaus und Atelier des Bildhauers Eduard Beyrer; 1953 durch Anbau erweitert. | D-1-62-000-2053 | Villa                                 |
| Gebelestraße 2 (Standort)      | Volksschule                                                 | Barockisierend, mit Dachreiter, 1913–14 von Wilhelm Bertsch; in der Südostecke des Schulhofs Pavillon. | D-1-62-000-2054 | Volksschule                           |
| Geibelstraße 1 (Standort)      | Mietshaus                                                   | Neubarock, stattlicher Eckbau mit Stuckdekor, um 1900; Gruppe mit Ismaninger Straße 62a. | D-1-62-000-2070 | Mietshaus                             |
| Geibelstraße 3 (Standort)      | Mietshaus                                                   | In neuklassizistischen Formen, bezeichnet 1924 | D-1-62-000-2071 | Mietshaus                             |
| Geibelstraße 8 (Standort)      | Teil einer Wohnanlage                                       | 1927–28 von Helmuth Wolff; siehe Prinzregentenstraße 75–89 (ungerade Nummern) ehemals unter der Nummer D-1-62-000-2072 separat aufgeführt | D-1-62-000-5601 | Teil einer Wohnanlage                 |
| Gotthelfstraße 3 (Standort)    | Kath. Pfarrkirche und Pfarrzentrum St. Johann von Capistran | 1955–60 von Sep Ruf; Kirchenbau in Sichtziegelmauerwerk über kreisrundem Grundriss mit sichelförmig einbeschriebenem Zwischenraum, vorkragendes Flachdach über Pendelstützen, Lichtkuppel, raumhohe Eingangsglaswand; mit Ausstattung; betonierter Glockenträger, freistehend; Pfarrzentrum, ursprünglich über quadratischem Grundriss, 1988 erweitert; Findling mit Flachrelief von Josef Henselmann. | D-1-62-000-2249 | weitere Bilder                        |
| Gumppenbergstraße 2 (Standort) | Wohnhaus- und Atelierhaus                                   | Straßenseitig ein-, gartenseitig zweigeschossiger Flachdachbau auf winkelförmigem Grundriss, in zeitgenössisch modernen Formen, nach außen geschlossen, zum Garten großflächig geöffnet, von Ernst Hürlimann für sich selbst, 1957. | D-1-62-000-8518 | Wohnhaus- und Atelierhaus             |

### H
| Lage                           | Objekt                                          | Beschreibung | Akten-Nr.       | Bild            |
| ------------------------------ | ----------------------------------------------- | --- | --------------- | --------------- |
| Herzogparkstraße 1 (Standort)  | Mietshaus                                       | Jugendstil, 1909 von Heinrich Stengel und Paul Hofer; bauliche Einheit mit Montgelasstraße 43, Gruppe mit Nr. 2, 3 und Mauerkircher Straße 16. | D-1-62-000-2534 | Mietshaus       |
| Herzogparkstraße 1 (Standort)  | Treppenanlage                                   | Barockisierend, Quadermauerwerk, Anfang 20. Jahrhundert; am Hang. | D-1-62-000-2535 | Treppenanlage   |
| Herzogparkstraße 2 (Standort)  | Mietshaus                                       | Jugendstil, mit plastischem Dekor, Anfang 20. Jahrhundert; Gruppe mit Nr. 1 und 3. | D-1-62-000-2536 | Mietshaus       |
| Herzogparkstraße 3 (Standort)  | Mietshaus                                       | Jugendstil, mit plastischem Dekor, Anfang 20. Jahrhundert; Gruppe mit Nr. 1 und 2. | D-1-62-000-2537 | Mietshaus       |
| Höchlstraße 2 (Standort)       | Repräsentative Villa                            | Neubarock, 1899–1901 von Heilmann & Littmann für Rudolf Diesel erbaut; Gartengitter mit Torpfeilern. | D-1-62-000-2711 | weitere Bilder  |
| Höchlstraße 4 (Standort)       | Haus Lindenhof (München)                        | Malerisch in historisierenden Formen, 1903–04 von Max Littmann als eigenes Wohnhaus erbaut; reicher plastischer Dekor von Heinrich Waderé; an der Rückseite Garten mit Brunnen, Freitreppe und Pavillon.                                                    | D-1-62-000-2712 | weitere Bilder  |
| Holbeinstraße 1 (Standort)     | Mietshaus                                       | Viergeschossiger putzgegliederter Neubarock-Eckbau mit Erkerturm, Zwerchhaus und plastischem Dekor, von Max Kirschner und Sigmund Waidenschlager, bezeichnet 1901.                                                                                          | D-1-62-000-2794 | Mietshaus       |
| Holbeinstraße 2 (Standort)     | Mietshaus                                       | Viergeschossiger putzgegliederter Neubarockbau mit Eckturm, von Georg Müller, 1903. | D-1-62-000-2795 | Mietshaus       |
| Holbeinstraße 3/5 (Standort)   | Doppelmietshaus                                 | Dreigeschossiger putzgegliederter Jugendstilbau mit Loggien-Balkon-Gruppe am flachen Mittelrisalit und Mosaiken, von Max Kirschner, bezeichnet 1909/10. | D-1-62-000-2796 | Doppelmietshaus |
| Holbeinstraße 4 (Standort)     | Mietshaus                                       | Viergeschossiger putzgegliederter Jugendstilbau mit Erkern, Atelieraufbau sowie plastischem und mosaiziertem Dekor, von Sigmund Waidenschlager und Max Kirschner, 1907; Einfriedung, Pfeilerzaun, um 1907.                                                  | D-1-62-000-2797 | Mietshaus       |
| Holbeinstraße 6 (Standort)     | Mietshaus                                       | Viergeschossiger putzgegliederter Jugendstilbau mit durch Risalit und Zwerchhaus betonter Mittelachse sowie plastischem und mosaiziertem Dekor, von Sigmund Waidenschlager und Max Kirschner, 1907; Einfriedung, Pfeilerzaun, um 1907.                      | D-1-62-000-2799 | Mietshaus       |
| Holbeinstraße 7 (Standort)     | Mietshaus                                       | Dreigeschossiger barockisierender Jugendstilbau mit durch Balkon Erker und Zwerchhaus betonter Mittelachse, reicher Putzgliederung und plastischem Stuckdekor, von Emil Ludwig, 1903.                                                                       | D-1-62-000-2800 | weitere Bilder  |
| Holbeinstraße 8 (Standort)     | Mietshaus                                       | Viergeschossiger durch Quergiebel, Erker, Loggien und Balkons reich gegliederter Jugendstilbau mit Stuck-, Putz und Mosaikdekor, von Sigmund Waidenschlager und Max Kirschner, bezeichnet 1907; Einfriedung, Pfeilerzaun, um 1907.                          | D-1-62-000-2801 | Mietshaus       |
| Holbeinstraße 9 (Standort)     | Ehem. Landesversicherungsanstalt von Oberbayern | Dreigeschossiger reich gegliederter Gruppenbau in barockisierenden Formen mit Risaliten, Zwerchgiebeln, Dachreitern und plastischem Dekor an beiden steinernen Portalvorbauten, bezeichnet 1905, von Heilmann & Littmann, östlicher Erweiterungsbau modern. | D-1-62-000-2803 | weitere Bilder  |
| Holbeinstraße 10 (Standort)    | Mietshaus                                       | Viergeschossiger durch Erker und Loggien gegliederter Jugendstil-Satteldachbau mit Putzgliederung, von Paul Vincent Paravicini, 1900. | D-1-62-000-2802 | Mietshaus       |
| Holbeinstraße 12 (Standort)    | Mietshaus                                       | Viergeschossiger putzgegliederter Jugendstil-Satteldachbau mit Flacherkern, Zwerchhaus und Loggien am Seitenrisalit, von Lorenz Kirschner, 1911. | D-1-62-000-2804 | Mietshaus       |
| Holbeinstraße 14 (Standort)    | Mietshaus                                       | Viergeschossiger durch Balkons, Loggien und Erker reich gegliederter Jugendstil-Eckbau mit Eckaufsatz, Stuck- und Putzdekor, von Sigmund Waidenschlager, 1910.                                                                                              | D-1-62-000-2805 | Mietshaus       |
| Holbeinstraße 17 (Standort)    | Villa                                           | Zweigeschossiger rustikagegliederter Walmdachbau in barockisierenden Formen mit Balkon und Zwerchhaus, um 1910. | D-1-62-000-2806 | Villa           |
| Holbeinstraße 22/24 (Standort) | Doppelmietshaus                                 | Dreigeschossiger putz- und stuckgegliederter Dreiflügelbau in barockisierenden Formen mit übergiebeltem Mittelrisalit, um 1910/20. | D-1-62-000-2807 | Doppelmietshaus |
| Holbeinstraße 26 (Standort)    | Villa                                           | Zweigeschossiger putzgegliederter Walmdach-Eckbau in historisierenden Formen mit Erkern, Risalit und Altane, Anfang 20. Jahrhundert | D-1-62-000-2808 | Villa           |
| Hompeschstraße 1 (Standort)    | Eckhaus                                         | Neubarock, mit Reliefporträt des Prinzregenten Luitpold, Ende 19. Jahrhundert | D-1-62-000-2833 | Eckhaus         |
| Hornsteinstraße 3 (Standort)   | Wohnhaus                                        | zweigeschossiger Halbwalmdachbau mit Altane, klassizisierend gestaltet, von Johannes Ludwig, 1950/51; zugehörig Garage, gleichzeitig | D-1-62-000-9994 | Wohnhaus        |

### I
| Lage                                         | Objekt                                                                      | Beschreibung | Akten-Nr.       | Bild                                       |
| -------------------------------------------- | --------------------------------------------------------------------------- | --- | --------------- | ------------------------------------------ |
| Innstraße 2b (Standort)                      | Mansarddachvilla                                                            | Barockisierend, um 1910 | D-1-62-000-2930 | weitere Bilder                             |
| Innstraße 3 (Standort)                       | Villa                                                                       | Barockisierend, um 1910 | D-1-62-000-2931 | weitere Bilder                             |
| Innstraße 4 (Standort)                       | Villa                                                                       | Barockisierend, 1909 von den Gebrüdern Ludwig; Reihe mit Nr. 6 und 8 | D-1-62-000-2932 | weitere Bilder                             |
| Innstraße 6 (Standort)                       | Villa                                                                       | 1909 von den Gebrüdern Ludwig; Reihe mit Nr. 4 und 8 | D-1-62-000-2933 | weitere Bilder                             |
| Innstraße 8 (Standort)                       | Villa                                                                       | 1909 von den Gebrüdern Ludwig; Reihe mit Nr. 4 und 6 | D-1-62-000-2934 | weitere Bilder                             |
| Innstraße 9 (Standort)                       | Villa                                                                       | Zweigeschossiger putzgegliederter Walmdachbau in neuklassizistischen Formen mit Erkern und Risaliten, von Heinrich Bergthold und Adolf Ziebland, 1922, 1955 An- und Umbau durch Hansjakob Lill. | D-1-62-000-2935 | Villa                                      |
| Innstraße 11 (Standort)                      | Villa                                                                       | Neuklassizistisch, 1921 von Martin Mendler | D-1-62-000-2936 | weitere Bilder                             |
| Innstraße 16 (Standort)                      | Villa                                                                       | Neuklassizistisch, bezeichnet 1922 | D-1-62-000-2937 | Villa                                      |
| Ismaninger Straße 52 (Standort)              | Mietshaus                                                                   | Neurenaissance, mit Erker, 1897 von Korbinian Schmid; Gruppe mit Prinzregentenstraße 67; vergleiche auch Ensemble Prinzregentenstraße. | D-1-62-000-3012 | Mietshaus                                  |
| Ismaninger Straße 56 (Standort)              | Mietshaus                                                                   | Spätklassizistisch, um 1870 | D-1-62-000-3013 | Mietshaus                                  |
| Ismaninger Straße 58/60 (Standort)           | Block aus zwei kleinen Rohbacksteinhäusern                                  | Mit Zinnengiebeln, 1881 | D-1-62-000-3014 | Block aus zwei kleinen Rohbacksteinhäusern |
| Ismaninger Straße 62a (Standort)             | Mietshaus                                                                   | Neubarock, mit Figurenportal und Stuckdekor, um 1900; Gruppe mit Geibelstraße 1. | D-1-62-000-3015 | weitere Bilder                             |
| Ismaninger Straße 65 (Standort)              | Villenartiger Neubarockbau                                                  | Mit hohem Belvedere und reichem Stuck, bezeichnet 1903 | D-1-62-000-3016 | weitere Bilder                             |
| Ismaninger Straße 65a (Standort)             | Villenartiges Eckhaus                                                       | Deutsche Renaissance, bezeichnet 1896, von Alfons Hering als eigenes Wohnhaus. | D-1-62-000-3017 | weitere Bilder                             |
| Ismaninger Straße 67a (Standort)             | Villa                                                                       | Neubarock, bezeichnet 1903, von Josef Wölker | D-1-62-000-3018 | weitere Bilder                             |
| Ismaninger Straße 68 (Standort)              | Mietshaus                                                                   | Eckbau in deutscher Renaissance, mit Erkerturm, 1899 | D-1-62-000-3019 | weitere Bilder                             |
| Ismaninger Straße 69 (Standort)              | Villenartiger, barockisierender Bau                                         | Anfang 20. Jahrhundert | D-1-62-000-3020 | Villenartiger, barockisierender Bau        |
| Ismaninger Straße 74 (Standort)              | Mietshaus                                                                   | Neubarock, reich gegliedert, Anfang 20. Jahrhundert | D-1-62-000-3021 | Mietshaus                                  |
| Ismaninger Straße 75 (Standort)              | Mietshaus                                                                   | Deutsche Renaissance, mit Erkerturm, um 1900 | D-1-62-000-3022 | Mietshaus                                  |
| Ismaninger Straße 82 (Standort)              | Mietshaus                                                                   | Mit Jugendstil-Stuck am Erker, um 1900 | D-1-62-000-3023 | Mietshaus                                  |
| Ismaninger Straße 84 (Standort)              | Mietshaus                                                                   | Barockisierender Jugendstil, mit reichem Stuckdekor am Erker, um 1900. | D-1-62-000-3024 | Mietshaus                                  |
| Ismaninger Straße 85 (Standort)              | Gaststätte Bogenhauser Hof                                                  | Freistehendes Vorstadthaus, spätklassizistisch, mit reichgeschweiftem Südgiebel, um 1850. | D-1-62-000-3025 | Gaststätte Bogenhauser Hof                 |
| Ismaninger Straße 86 (Standort)              | Mietshaus                                                                   | Jugendstil, mit Stuckdekor am Erker, um 1900. | D-1-62-000-3026 | Mietshaus                                  |
| Ismaninger Straße 88 (Standort)              | Mietshaus                                                                   | Deutsche Renaissance, mit Ziergiebel, um 1900. | D-1-62-000-3027 | Mietshaus                                  |
| Ismaninger Straße 91 (Standort)              | Mietshaus                                                                   | Deutsche Renaissance, mit Erker, um 1900. | D-1-62-000-3028 | Mietshaus                                  |
| Ismaninger Straße 92 (Standort)              | Mietshaus                                                                   | Neubarock, mit Erker, 1898 von Leonhard Romeis. | D-1-62-000-3029 | weitere Bilder                             |
| Ismaninger Straße 94 (Standort)              | Mietshaus                                                                   | Barockisierender Jugendstil, mit Erker und Stuck, Anfang 20. Jahrhundert; Gruppe mit Nr. 96. | D-1-62-000-3030 | Mietshaus                                  |
| Ismaninger Straße 95 (Standort)              | Schlossartige Neubarock-Villa, ehemalige Villa Selmayr (Bürgermeistervilla) | zweigeschossiger dreiflügelartiger Walmdachbau in neubarocken Formen mit Putzgliederung, Erker, Risalit, Balkons und Zwerchgiebel, von Paul Pfann unter Mitarbeit von Günther Blumentritt, 1898; Einfriedung, mit Portalgitter, gegliederte Gartenmauer, Terrassenmauer, Eisenzaun und Tor, um 1898           | D-1-62-000-3031 | weitere Bilder                             |
| Ismaninger Straße 96 (Standort)              | Mietshaus                                                                   | Barockisierender Jugendstil, mit Erker und Stuck, Anfang 20. Jahrhundert; Gruppe mit Nr. 94. | D-1-62-000-3032 | Mietshaus                                  |
| Ismaninger Straße 98 (Standort)              | Mietshaus                                                                   | Eckbau im barockisierenden Jugendstil, mit Erkern und Stuckdekor, bezeichnet 1910. | D-1-62-000-3033 | weitere Bilder                             |
| Ismaninger Straße 102/106 (Standort)         | Stattlicher Doppelhausblock                                                 | Später, barockisierender Jugendstil, reich gegliedert, mit reichem plastischem und Stuckdekor, 1910–11 von Oswald Schiller. | D-1-62-000-3034 | weitere Bilder                             |
| Ismaninger Straße 105 (Standort)             | TOGAL-Werk                                                                  | Neubarocker Hauptbau (ursprünglich Gasthaus) an der Törringstraße, 1899–1900 von Paul Pfann. Im Hof Georgi-Brunnen, 1901 von Heinrich Düll und Georg Pezold. | D-1-62-000-3035 | weitere Bilder                             |
| Ismaninger Straße 109 (Standort)             | Schlossartiger, neubarocker Monumentalbau                                   | Mit Ecktürmen, Hausteinfassaden, begonnen 1909 von Heilmann & Littmann als Privatbau, 1921–23 vollendet; jetzt Bundesfinanzhof; in großem Garten gelegen. | D-1-62-000-3037 | weitere Bilder                             |
| Ismaninger Straße 111/113/115 (Standort)     | Wohnhausgruppe                                                              | Trapezförmig, einen Hof umschließend, barockisierend, 1922–23; mit Montgelasstraße 20/22. | D-1-62-000-3038 | Wohnhausgruppe                             |
| Ismaninger Straße 122 (Standort)             | Mietshaus                                                                   | Neurenaissance, 1889 von Michael Reifenstuel, 1901 aufgestockt. | D-1-62-000-3039 | Mietshaus                                  |
| Ismaninger Straße 124 (Standort)             | Mietshaus                                                                   | Deutsche Renaissance, mit großer, steinerner Michaelsgruppe, um 1900; erneuert. | D-1-62-000-3040 | Mietshaus                                  |
| Ismaninger Straße 126 (Standort)             | Mietshaus                                                                   | Deutsche Renaissance, mit Erker und Blendmaßwerkdekor, bezeichnet 1901, von Benedikt Beggel. | D-1-62-000-3041 | Mietshaus                                  |
| Ismaninger Straße 152/154/156/158 (Standort) | Wohnhausgruppe                                                              | Zu einer städtebaulich wirkungsvollen Einheit zusammengefasste und um die Ecke zur Pixisstraße geführte, stattliche Mietshausanlage, 1927 nach Plänen der Baufirma Heilmann & Littmann für die Gemeinnützige Wohnbaugesellschaft München-Ost errichtet; Eingangsportale barockisierend; mit Pixisstraße 1, 3. | D-1-62-000-7970 | Wohnhausgruppe                             |

### K
| Lage                             | Objekt                | Beschreibung | Akten-Nr.                | Bild           |
| -------------------------------- | --------------------- | --- | ------------------------ | -------------- |
| Keplerstraße 1 (Standort)        | Mietshaus             | Jugendstil, reich gegliederter Eckbau, mit zum Teil figürlichem Stuckdekor, 1910–11 von Franz Popp.                              | D-1-62-000-3372          | Mietshaus      |
| Keplerstraße 15 (Standort)       | Villa                 | Neuklassizistisch, um 1910, samt Pfeilergitterzaun und Remisengebäude im gleichen Stil; an der Nordseite des Shakespeareplatzes. | D-1-62-000-3373          | weitere Bilder |
| Keplerstraße 18 (Standort)       | Barockisierende Villa | 1921 von Max Roth, samt Kugelpfeilerzaun; am Shakespeareplatz.                                                                   | D-1-62-000-3374          | weitere Bilder |
| Kolbergerstraße 7 (Standort)     | Mietshaus             | Später Jugendstil, 1911 von Josef Eyrenschmalz                                                                                   | D-1-62-000-3569          | Mietshaus      |
| Kolbergerstraße 11 (Standort)    | Mietshaus             | Barockisierender Jugendstil, 1912 von Emil Löwenstein; Gruppe mit Nr. 13.                                                        | D-1-62-000-3570          | weitere Bilder |
| Kolbergerstraße 12 (Standort)    | Villa                 | Barockisierend, Anfang 20. Jahrhundert, samt Pfeilerzaun.                                                                        | D-1-62-000-3571          | Villa          |
| Kolbergerstraße 13 (Standort)    | Mietshaus             | Barockisierender Jugendstil, 1912 von Emil Löwenstein; Gruppe mit Nr. 11.                                                        | D-1-62-000-3572          | weitere Bilder |
| Kolbergerstraße 16 (Standort)    | Villa                 | Neuklassizistisch, 1907–08 von Carl Jäger.                                                                                       | D-1-62-000-3573          | Villa          |
| Kolbergerstraße 18 (Standort)    | Villa                 | historisierend, mit Eckturm, Anfang 20. Jahrhundert                                                                              | D-1-62-000-3574          | Villa          |
| Kolbergerstraße 21 (Standort)    | Mietshaus             | Eckbau im barockisierenden Jugendstil, 1910 von Heinrich Stengel und Paul Hofer.                                                 | D-1-62-000-3575 Wikidata | weitere Bilder |
| Kolbergerstraße 29 (Standort)    | Villa                 | Später Jugendstil, um 1909 von Peter Danzer                                                                                      | D-1-62-000-3576          | weitere Bilder |
| Kolbergerstraße 31/33 (Standort) | Doppelhausblock       | Barockisierend, 1908 von Paul Böhmer                                                                                             | D-1-62-000-3577          | weitere Bilder |
| Kopernikusstraße 11 (Standort)   | Mietshaus             | Eckbau im späten Jugendstil, 1911 von Heinrich Stengel und Paul Hofer.                                                           | D-1-62-000-3594 Wikidata | weitere Bilder |
| Kufsteiner Platz (Standort)      | Dianabrunnen          | Barockisierende Anlage mit Figuren, 1908 von Matthias Gasteiger.                                                                 | D-1-62-000-3648 Wikidata | weitere Bilder |
| Kufsteiner Straße 2 (Standort)   | Mietshaus             | Jugendstil, 1908 von Heinrich Stengel und Paul Hofer.                                                                            | D-1-62-000-3649 Wikidata | Mietshaus      |

### L
| Lage                           | Objekt                   | Beschreibung | Akten-Nr.       | Bild                     |
| ------------------------------ | ------------------------ | --- | --------------- | ------------------------ |
| Lamontstraße 1/3 (Standort)    | Teil einer Wohnanlage    | 1927–28 von Helmut Wolff; siehe Prinzregentenstraße 75–89 (ungerade Nrn.) | D-1-62-000-5601 | Teil einer Wohnanlage    |
| Lamontstraße 21 (Standort)     | Villa                    | Barockisierend, um 1910 | D-1-62-000-3735 | Villa                    |
| Lamontstraße 26 (Standort)     | Villa                    | Barockisierend, 1913 von den Gebrüdern Ludwig | D-1-62-000-3736 | weitere Bilder           |
| Lamontstraße 29 (Standort)     | Villa                    | historisierend, 1910 von Max Jung; Gruppe mit Sternwartstraße 20 | D-1-62-000-3737 | Villa                    |
| Lamontstraße 30 (Standort)     | Stattliche Villa         | Barockisierend, 1907 von den Gebrüdern Ludwig; samt Pergolazaun und Eckpavillon; Gruppe mit Cuvilliesstraße 27. | D-1-62-000-3738 | weitere Bilder           |
| Lamontstraße 32 (Standort)     | Villa                    | Barockisierender Jugendstil, um 1910, samt Gartentor | D-1-62-000-3739 | Villa                    |
| Lamontstraße 34/36 (Standort)  | Symmetrische Doppelvilla | historisierend, 1908 von Aloys Ludwig | D-1-62-000-3740 | Symmetrische Doppelvilla |
| Laplacestraße 1 (Standort)     | Mietshaus                | Barockisierender Jugendstil, Anfang 20. Jahrhundert; Ecke Ismaninger Straße. | D-1-62-000-3802 | weitere Bilder           |
| Laplacestraße 23 (Standort)    | Wohnhaus                 | Sachlich-klassizisierende Formen, 1921 von Gustav Ludwig, nach Kriegsschäden 1948 von Carl Sattler mit Mansarddach wiederhergestellt. | D-1-62-000-3803 | Wohnhaus                 |
| Laplacestraße 24/26 (Standort) | Mansarddach-Doppelvilla  | 1913 von Oswald Schiller | D-1-62-000-3804 | Mansarddach-Doppelvilla  |
| Luitpoldbrücke (Standort)      | Luitpoldbrücke           | (Prinzregentenbrücke) Steinerner Dreigelenkbogen, 1900–01 von Theodor Fischer. An den Brückenköpfen plastische Gruppen (allegorische Liegefiguren der vier Stämme Bayerns von Hermann Hahn, August Drumm, Joseph Wackerle, Balthasar Schmitt und Erwin Kurz). | D-1-62-000-5558 | weitere Bilder           |

### M
| Lage                                                 | Objekt                                                                | Beschreibung | Akten-Nr.                | Bild                                                                  |
| ---------------------------------------------------- | --------------------------------------------------------------------- | --- | ------------------------ | --------------------------------------------------------------------- |
| Maria-Theresia-Straße 17 (Standort)                  | Villa                                                                 | seit 2011 Generalkonsulat der Russischen Föderation, zuvor Finanzgericht München; Von 1936 bis 1945 war Friedrich Karl von Eberstein Mieter, und es befanden sich hier die Verwaltungsräume des SS-Oberabschnitts Süd; dreigeschossiger putzgegliederter Neubarock-Eckbau mit Risaliten und Stuckdekor, 1894 von Baurat M. Schulze für Friedrich von Hohenzollern-Sigmaringen errichtet; Nebengebäude, zweigeschossiger putzgegliederter Neubarockbau mit Mittel- und Seitenpavillons, um 1894; Einfriedung, Pfeilergitterzaun mit Torpfeilern, um 1894 | D-1-62-000-4262          | weitere Bilder                                                        |
| Maria-Theresia-Straße 18 (Standort)                  | Villa                                                                 | neoklassizistisch, vom Anfang des 20. Jahrhunderts | D-1-62-000-4263          | Villa                                                                 |
| Maria-Theresia-Straße 19 (Standort)                  | malerische Villa                                                      | Neurenaissance, vom Ende des 19. Jahrhunderts | D-1-62-000-4264          | malerische Villa                                                      |
| Maria-Theresia-Straße 20 (Standort)                  | Villa                                                                 | Neurenaissance, 1893–94 von Adolf Ziebland; vereinfacht | D-1-62-000-4265          | Villa                                                                 |
| Maria-Theresia-Straße 21 (Standort)                  | Villa                                                                 | klassizisierender Jugendstil, 1908–09 von Schaffner & Albert; Jugendstil-Gartengitter | D-1-62-000-4266          | Villa                                                                 |
| Maria-Theresia-Straße 22 (Standort)                  | Villa                                                                 | Jugendstil, vom Anfang des 20. Jahrhunderts, mit bauzeitlichem Garten- und Torgitter | D-1-62-000-4267          | Villa                                                                 |
| Maria-Theresia-Straße 23, Siebertstraße 2 (Standort) | Ehemalige Villa des Bildhauers Adolf von Hildebrand                   | 1895–98 nach dessen Plänen von Gabriel von Seidl erbaut, 1911 von Carl Sattler um Atelierflügel erweitert, neubarock; im Garten Plastiken und Architekturteile. | D-1-62-000-6516          | weitere Bilder                                                        |
| Maria-Theresia-Straße 26 (Standort)                  | Gartenmauer                                                           | Von der ehemaligen Villa des Malers Benno Becker (1903–05 von Paul Ludwig Troost) ist nur die Gartenmauer mit Pergolapfeilern und Brunnennische im Osten erhalten. | D-1-62-000-4269          | Gartenmauer                                                           |
| Maria-Theresia-Straße 27 (Standort)                  | Villa Bechtolsheim                                                    | Jugendstil, mit Stuckdekor, 1897–98 von Martin Dülfer; Garten- und Torgitter Jugendstil; wohl der älteste erhaltenen Jugendstilbau in Deutschland | D-1-62-000-4270          | weitere Bilder                                                        |
| Maria-Theresia-Straße 28 (Standort)                  | Bayerisches Apothekerhaus                                             | neobarocke Villa, um 1900 | D-1-62-000-4271          | Bayerisches Apothekerhaus                                             |
| Maria-Theresia-Straße 30 (Standort)                  | Villa                                                                 | neobarock, 1922 von Carl Sattler | D-1-62-000-4272          | Villa                                                                 |
| Maria-Theresia-Straße 35 (Standort)                  | Ehemalige Hauptverwaltung der Frankona Rückversicherung, jetzt Schule | dreigeschossiger, natursteingegliederter Zweiflügelbau mit südseitiger Eingangsloggia, westlichem Arkaden-Vorbau und Oberlichtlaterne am Sichtziegelmauerwerk-Hauptbau sowie östlich verputztem Flachsatteldach-Nebentrakt, 1956–57 von Paul Schmitthenner unter Mitarbeit von Harald Roth und Fritz auf dem Höve | D-1-62-000-7924          | Ehemalige Hauptverwaltung der Frankona Rückversicherung, jetzt Schule |
| Mauerkircherstraße 1a (Standort)                     | villenartiges Walmdachhaus                                            | neoklassizistisch, 1921–22 von Ludwig Grothe; seit Herbst 2018 Generalkonsulat von Ungarn | D-1-62-000-4374          | weitere Bilder                                                        |
| Mauerkircherstraße 2 (Standort)                      | Eckhaus                                                               | barockisierender Jugendstil, mit Jagdszenen-Reliefs, bezeichnet 1906, von Max Langheinrich | D-1-62-000-4375          | weitere Bilder                                                        |
| Mauerkircherstraße 3 (Standort)                      | Mietshaus                                                             | Jugendstil, 1910 von Max Neumann | D-1-62-000-4376          | Mietshaus                                                             |
| Mauerkircherstraße 4 (Standort)                      | Mietshaus                                                             | Jugendstil, mit reichem Putzdekor, um 1910 | D-1-62-000-4377          | Mietshaus                                                             |
| Mauerkircherstraße 5 (Standort)                      | Mietshaus                                                             | Jugendstil, 1910 von Max Neumann | D-1-62-000-4378          | Mietshaus                                                             |
| Mauerkircherstraße 6 (Standort)                      | Mietshaus                                                             | Jugendstil, um 1910 | D-1-62-000-4379          | Mietshaus                                                             |
| Mauerkircherstraße 7 (Standort)                      | Mietshaus                                                             | Jugendstil, 1908 von Max Neumann | D-1-62-000-4380          | Mietshaus                                                             |
| Mauerkircherstraße 8 (Standort)                      | Mietshaus                                                             | Jugendstil, reich gegliedert, 1909 von Franz Popp | D-1-62-000-4381          | weitere Bilder                                                        |
| Mauerkircherstraße 9 (Standort)                      | Mietshaus                                                             | Jugendstil, um 1910 | D-1-62-000-4382          | Mietshaus                                                             |
| Mauerkircherstraße 10 (Standort)                     | Mietshaus                                                             | Jugendstil, reich gegliedert, um 1909–10, von Max Neumann mit Tekturplänen von Franz Popp | D-1-62-000-4383          | weitere Bilder                                                        |
| Mauerkircherstraße 11 (Standort)                     | Mietshaus                                                             | Jugendstil, um 1910 | D-1-62-000-4384          | Mietshaus                                                             |
| Mauerkircherstraße 12 (Standort)                     | Mietshaus                                                             | Jugendstil, um 1910 | D-1-62-000-4385          | weitere Bilder                                                        |
| Mauerkircherstraße 13 (Standort)                     | Mietshaus                                                             | Jugendstil, 1910 von Max Neumann | D-1-62-000-4386          | weitere Bilder                                                        |
| Mauerkircherstraße 16 (Standort)                     | Mietshaus                                                             | Jugendstil, reich gegliederter Eckbau, 1910 von Eugen Drollinger; Gruppe mit Herzogparkstraße 1, 2 und 3 | D-1-62-000-4387          | weitere Bilder                                                        |
| Mauerkircherstraße 17/19 (Standort)                  | Doppelmietshaus                                                       | viergeschossige verputzte Satteldachbauten mit achsensymmetrischen vierachsigen Straßenfassaden und überhöhten aufwändig profilierten Eingangsportalen mit Steingewänden, von Ignaz Schraudolph, 1936 | D-1-62-000-11139         | BW                                                                    |
| Mauerkircherstraße 20 (Standort)                     | Mietshaus                                                             | Jugendstil, um 1910 | D-1-62-000-4388          | weitere Bilder                                                        |
| Mauerkircherstraße 22 (Standort)                     | Mietshaus                                                             | Jugendstil, um 1910 | D-1-62-000-4389          | Mietshaus                                                             |
| Mauerkircherstraße 24 (Standort)                     | Mietshaus                                                             | Jugendstil, um 1910 | D-1-62-000-4390          | Mietshaus                                                             |
| Mauerkircherstraße 26 (Standort)                     | Mietshaus                                                             | Jugendstil, um 1910 | D-1-62-000-4391          | Mietshaus                                                             |
| Mauerkircherstraße 28 (Standort)                     | Mietshaus                                                             | Jugendstil, um 1910 | D-1-62-000-4392          | Mietshaus                                                             |
| Mauerkircherstraße 31 (Standort)                     | Verwaltungsgebäude                                                    | erbaut 1921 von Carl Jäger für die Mittlere Isar AG; neoklassizistisch, mit Säulenportal, samt Rückgebäude | D-1-62-000-4393          | Verwaltungsgebäude                                                    |
| Mauerkircherstraße 35 (Standort)                     | Villa                                                                 | barockisierend, 1924 von Karl Stöhr | D-1-62-000-4394          | Villa                                                                 |
| Mauerkircherstraße 37 (Standort)                     | Villa                                                                 | neobarock, Anfang 20. Jahrhundert, von Karl Stöhr | D-1-62-000-4395          | Villa                                                                 |
| Mauerkircherstraße 38 (Standort)                     | Mietshaus                                                             | viergeschossiger Traufseitbau mit betontem Treppenhausmittelrisalit und expressionistischer Putzgliederung, von Julius Metzger, 1929, nach Kriegsschäden 1955 wiederhergestellt | D-1-62-000-11100         | BW                                                                    |
| Mauerkircherstraße 39 (Standort)                     | Villa                                                                 | barockisierend, 1911 von Heilmann & Littmann; Wohnhaus von Gustav Waldau; mit Nr. 41 und 43 zu einem Block zusammengeschlossen | D-1-62-000-4396          | Villa                                                                 |
| Mauerkircherstraße 40 (Standort)                     | Mietshaus                                                             | Eckbau im barockisierenden Jugendstil, um 1900 | D-1-62-000-4397          | Mietshaus                                                             |
| Mauerkircherstraße 41 (Standort)                     | Villa                                                                 | barockisierend, 1911 von Heilmann & Littmann; Wohnhaus von Bruno Frank; mit Nr. 39 und 43 zu einem Block zusammengeschlossen | D-1-62-000-4398          | Villa                                                                 |
| Mauerkircherstraße 43 (Standort)                     | Villa                                                                 | barockisierend, 1911 von Heilmann & Littmann; Wohnhaus von Bruno Walter; mit Nr. 39 und 41 zu einem Block zusammengeschlossen | D-1-62-000-4399          | Villa                                                                 |
| Mauerkircherstraße 45 (Standort)                     | Villa                                                                 | neoklassizistisch, mit Stuckdekor, vom Anfang des 20. Jahrhunderts | D-1-62-000-4400          | weitere Bilder                                                        |
| Mauerkircherstraße 46 (Standort)                     | Walmdachvilla                                                         | barockisierend, um 1910 | D-1-62-000-4401          | Walmdachvilla                                                         |
| Mauerkircherstraße 48 (Standort)                     | malerische Villa                                                      | barockisierend, um 1910 | D-1-62-000-4402          | weitere Bilder                                                        |
| Mauerkircherstraße 54 (Standort)                     | Villa                                                                 | mit Mansardsatteldach, um 1910 | D-1-62-000-4403          | Villa                                                                 |
| Mauerkircherstraße 55 (Standort)                     | Villa                                                                 | barockisierend, um 1910 | D-1-62-000-4404          | weitere Bilder                                                        |
| Mauerkircherstraße 59 (Standort)                     | Mansarddachvilla                                                      | barockisierend, um 1910; heute Generalkonsulat der Iranischen Republik | D-1-62-000-4405          | Mansarddachvilla                                                      |
| Mauerkircherstraße 67 (Standort)                     | Herrenhaus-artige Villa                                               | mit historischen Anklängen, aus dem 1. Viertel des 20. Jahrhunderts | D-1-62-000-4406          | Herrenhaus-artige Villa                                               |
| Mauerkircherstraße 70 (Standort)                     | Villa                                                                 | neoklassizistisch, um 1920 | D-1-62-000-8507          | Villa                                                                 |
| Mauerkircherstraße 71 (Standort)                     | Villa                                                                 | historisierend, um 1910/20 | D-1-62-000-4408          | Villa                                                                 |
| Mauerkircherstraße 73 (Standort)                     | Villa                                                                 | historisierend, um 1910/20 | D-1-62-000-4409          | Villa                                                                 |
| bei Mauerkircherstraße 73 (Standort)                 | Transformatorenhäuschen                                               | historisierend, um 1910 | D-1-62-000-4410          | Transformatorenhäuschen                                               |
| Mauerkircherstraße 78 (Standort)                     | Mansarddachvilla                                                      | neoklassizistisch, mit Säulenportal, um 1910/20 | D-1-62-000-4411          | Mansarddachvilla                                                      |
| Mauerkircherstraße 79 (Standort)                     | barockisierende Mansarddachvilla                                      | Ehemaliges Pius-Maria-Heim, um 1910 | D-1-62-000-4412          | barockisierende Mansarddachvilla                                      |
| Mauerkircherstraße 87 (Standort)                     | Mansarddachvilla                                                      | barockisierend, um 1910/20, samt Gartenmauer | D-1-62-000-4413          | Mansarddachvilla                                                      |
| bei Mauerkircherstraße 103 (Standort)                | Transformatorenhäuschen                                               | historisierend, um 1910 | D-1-62-000-4414          | Transformatorenhäuschen                                               |
| Max-Joseph-Brücke (Standort)                         | Max-Joseph-Brücke                                                     | auch Bogenhauser Brücke genannt; steinerne Dreigelenkbogen-Brücke, 1901–02 von Theodor Fischer; Jugendstil-Balustrade mit figürlichem Dekor von den Bildhauern Heinrich Düll, Georg Pezold, Alexander Heilmeyer und Josef Flossmann | D-1-62-000-4466          | weitere Bilder                                                        |
| Menzelstraße 1 (Standort)                            | Villa                                                                 | historisierend, 1910 von Emanuel von Seidl; malerische Gruppe mit Nr. 3 und Oberföhringer Straße 12 | D-1-62-000-4507          | Villa                                                                 |
| Menzelstraße 2 (Standort)                            | Villa                                                                 | neoklassizistisch, mit Säulenvorbau, 1924 von Heilmann & Littmann | D-1-62-000-4508          | Villa                                                                 |
| Menzelstraße 3 (Standort)                            | Villa                                                                 | historisierend, 1909 von Emanuel von Seidl; malerische Gruppe mit Nr. 1 und Oberföhringer Straße 12 | D-1-62-000-4509          | Villa                                                                 |
| Merzstraße 2 (Standort)                              | Villa                                                                 | neoklassizistisch, mit Säulenbalkon, um 1920 | D-1-62-000-4519          | weitere Bilder                                                        |
| Merzstraße 8/10 (Standort)                           | Doppelvillenblock                                                     | neoklassizistisch, 1923 von Max Neumann | D-1-62-000-4520          | Doppelvillenblock                                                     |
| Merzstraße 11; Wehrlestraße 8 (Standort)             | Evangelisch-Lutherische Dreieinigkeitskirche                          | historisierender Saalbau mit eingezogenem Chor und nordöstlichem Zwiebelturm, 1936–37von Horst Wünscher | D-1-62-000-7354          | weitere Bilder                                                        |
| Merzstraße 16 (Standort)                             | Doppelvilla                                                           | Doppelhaus mit Nr. 18, neoklassizistisch, um 1927 von Alfred Weimer | D-1-62-000-4521          | weitere Bilder                                                        |
| Merzstraße 18 (Standort)                             | Doppelvilla                                                           | Doppelhaus mit Nr. 16, neoklassizistisch, 1926 von Alfred Weimer | D-1-62-000-4522          | weitere Bilder                                                        |
| Möhlstraße 2 (Standort)                              | ehemalige Pschorr-Villa                                               | Jugendstilbau mit barocken Anklängen, 1907–08 von Eugen Drollinger | D-1-62-000-4571          | ehemalige Pschorr-Villa                                               |
| Möhlstraße 3 (Standort)                              | palastartige Neobarock-Villa                                          | samt Nebengebäude und Torpfeilern, 1901–02 von Heilmann & Littmann | D-1-62-000-4572          | weitere Bilder                                                        |
| Möhlstraße 6 (Standort)                              | Villa                                                                 | Villa, zweigeschossiger stuckgegliederter Walmdachbau in jugendstiligen Formen der deutschen Renaissance mit Erker und Stuckdekor, von Heilmann & Littmann, 1896; Einfriedung als Pfeilergitterzaun, um 1896 | D-1-62-000-4573          | Villa                                                                 |
| Möhlstraße 7 (Standort)                              | Villa                                                                 | barockisierender Jugendstil, 1921 von Hans Büttner, 1925 von Büttner rückseitig erweitert | D-1-62-000-4574          | Villa                                                                 |
| Möhlstraße 9 (Standort)                              | malerische Villa                                                      | deutsche Renaissance, 1906 von A. Bachmann | D-1-62-000-4575          | malerische Villa                                                      |
| Möhlstraße 10 (Standort)                             | Villa                                                                 | barockisierender Jugendstil, mit Aussichtsplattform am Mansarddach, 1896–97 von Paul Pfann und Günther Blumentritt | D-1-62-000-4576          | Villa                                                                 |
| Möhlstraße 12a (Standort)                            | Villa                                                                 | Neobarock, 1892 | D-1-62-000-4577          | Villa                                                                 |
| Möhlstraße 14 (Standort)                             | Villa                                                                 | Neobarock, 1899 | D-1-62-000-4578          | Villa                                                                 |
| Möhlstraße 16 (Standort)                             | Villa                                                                 | Neobarock, mit Säulenbalkon, um 1890/1900 | D-1-62-000-4579          | Villa                                                                 |
| Möhlstraße 20 (Standort)                             | Villa                                                                 | Neobarock, mit plastischem Dekor, um 1900 | D-1-62-000-4580          | Villa                                                                 |
| Möhlstraße 21 (Standort)                             | malerische Villa                                                      | Neobarock, um 1900; Korporationshaus der Burschenschaft Danubia München (1957–2016) | D-1-62-000-4581          | malerische Villa                                                      |
| Möhlstraße 23 (Standort)                             | stattliche, malerische Villa                                          | Jugendstil, mit Turm, 1908 von Emanuel von Seidl | D-1-62-000-4582          | stattliche, malerische Villa                                          |
| Möhlstraße 25 (Standort)                             | Villa                                                                 | deutsche Renaissance, um 1900 | D-1-62-000-4583          | Villa                                                                 |
| Möhlstraße 26 (Standort)                             | Villa                                                                 | deutsche Renaissance, 1897 von Alphons Hering | D-1-62-000-4584          | Villa                                                                 |
| Möhlstraße 30 (Standort)                             | Villa                                                                 | südlicher Teil eines ehemaligen Doppelhauses, zweigeschossiger Mansardwalmdachbau, polygonaler Standerker mit Altane, Zwerchgiebel, um 1905–10; zwischen 1938 und 1942 als sogenanntes Judenhaus genutzt | D-1-62-000-9713          | Villa                                                                 |
| Möhlstraße 35 (Standort)                             | Villa                                                                 | Neobarock, 1894 von den Gebrüdern Adam und Hans Grässel und Max Krauss; bildet mit dem Nachbarhaus Nr. 37 eine Gruppe | D-1-62-000-4585          | weitere Bilder                                                        |
| Möhlstraße 37 (Standort)                             | Villa                                                                 | Neobarock, um 1900; bildet mit dem Nachbarhaus Nr. 35 eine Gruppe | D-1-62-000-4586          | Villa                                                                 |
| Möhlstraße 39 (Standort)                             | Malerische Doppelvilla                                                | Doppelhaus mit Nr. 41; deutsche Renaissance mit gotischen Anklängen, 1897 von Leonhard Romeis für Georg Kerschensteiner | D-1-62-000-4587          | Malerische Doppelvilla                                                |
| Möhlstraße 41 (Standort)                             | Malerische Doppelvilla                                                | Doppelhaus mit Nr. 39; deutsche Renaissance mit gotischen Anklängen, 1897 von Leonhard Romeis | D-1-62-000-4588          | Malerische Doppelvilla                                                |
| Möhlstraße 43 (Standort)                             | Villa                                                                 | in Ecklage am Bogenhauser Kirchplatz; 1929 von Karl Stöhr als Umbau und Zusammenfassung des Wohn- und Atelierhauses Möhlstraße 43 (1897 von Leonhard Romeis für den Maler Karl Freiherr von Wulffen, deutsche Renaissance, westlicher Gebäudeflügel mit Fachwerk-Obergeschoss mit geringen Veränderungen erhalten, dem Nachbarhaus Möhlstraße 39/41 ähnlich) und des Wohnhauses Möhlstraße 45 (um 1903 von Ludwig Steinmetz für Oberstabsarzt a. D. Dr. med. Joseph Schuster)                                                                           | D-1-62-000-4589 Wikidata | weitere Bilder                                                        |
| Montgelasstraße 2 (Standort)                         | Mietshaus                                                             | palastartiges, neubarockes Eckhaus, 1924–25 von Josef Kalb | D-1-62-000-4602          | weitere Bilder                                                        |
| Montgelasstraße 4 (Standort)                         | Wohnhaus eines ehemaligen Fuhrunternehmens                            | zweigeschossiger Mansarddachbau mit flachem Mittelrisalit und Zwerchhaus sowie Putzfassade mit Sohlbankgesims, um 1860; rückwärtig ehemalige Stallungen, vor 1874 | D-1-62-000-11137         | Wohnhaus eines ehemaligen Fuhrunternehmens                            |
| Montgelasstraße 6 (Standort)                         | Wohnhaus mit Laden                                                    | zweigeschossiger traufständiger Satteldachbau, von F. Karg, 1873 (dendro.-dat.), Zwerchgiebel, 1894 | D-1-62-000-11136         | Wohnhaus mit Laden                                                    |
| Montgelasstraße 8 (Standort)                         | Mietshaus                                                             | Eckbau im barockisierenden Jugendstil, mit Erkern, Anfang 20. Jahrhundert; Gruppe mit Steinbacherstraße 2 | D-1-62-000-4603          | Mietshaus                                                             |
| Montgelasstraße 20/22 (Standort)                     | Teil einer Wohnhausgruppe                                             | barockisierend, um 1922–23; siehe Ismaninger Straße 111/113/115 | D-1-62-000-3038          | Teil einer Wohnhausgruppe                                             |
| Montgelasstraße 39 (Standort)                        | Mietshaus                                                             | später Jugendstil, mit Erker, wohl um 1909 von Heinrich Stengel und Paul Hofer; Gruppe mit Nr. 41 und 43 | D-1-62-000-4605          | Mietshaus                                                             |
| Montgelasstraße 41 (Standort)                        | Mietshaus                                                             | später Jugendstil, mit Erker und plastischem Dekor, wohl um 1909 von Heinrich Stengel und Paul Hofer; Gruppe mit Nr. 39 und 43 | D-1-62-000-4606          | Mietshaus                                                             |
| Montgelasstraße 43 (Standort)                        | Mietshaus                                                             | Eckbau im späten Jugendstil, mit Erker und seitlichen Balkonen, 1909 von Heinrich Stengel und Paul Hofer; bauliche Einheit mit Herzogparkstraße 1, Gruppe mit Montgelasstraße 39 und 41 | D-1-62-000-4607          | Mietshaus                                                             |
| Mühlbaurstraße 1 (Standort)                          | Malerisches Mietshaus                                                 | Jugendstil, reich gegliedert, mit Stuckdekor, bezeichnet 1911, von Franz Popp | D-1-62-000-4628          | Malerisches Mietshaus                                                 |
| Mühlbaurstraße 2 (Standort)                          | Mietshaus                                                             | barockisierender Jugendstil, reich gegliedert, mit Eckkuppel und Stuckdekor, bezeichnet 1902, von Adolf Seiffhart | D-1-62-000-4629          | Mietshaus                                                             |
| Mühlbaurstraße 3 (Standort)                          | Mietshaus                                                             | Jugendstil, mit asymmetrischer Gliederung und Stuckdekor (u. a. figürlicher Fries), 1910–12 von Franz Popp | D-1-62-000-4630          | Mietshaus                                                             |

### N
| Lage                                        | Objekt                                                     | Beschreibung | Akten-Nr.       | Bild                                                       |
| ------------------------------------------- | ---------------------------------------------------------- | --- | --------------- | ---------------------------------------------------------- |
| Neuberghauser Straße 9 (Standort)           | Pfarrhaus der katholischen Kirche St. Georg in Bogenhausen | Barocker Satteldachbau, bezeichnet 1705; in Garten am Hang westlich der Kirche (Bogenhauser Kirchplatz 1). | D-1-62-000-4698 | Pfarrhaus der katholischen Kirche St. Georg in Bogenhausen |
| Neuberghauser Straße 11 (Standort)          | Villa                                                      | Malerischer Gruppenbau in abgewandelter deutscher Renaissance, 1912 von Wilhelm Scherer für den Maler Friedrich Lauer erbaut, mit südlich vorgelagertem Garten; östlicher Abschluss des Bogenhauser Kirchplatzes; jetzt Städtischer Kindergarten, Städtische Sing- und Musikschule. | D-1-62-000-4699 | weitere Bilder                                             |
| Neufahrner Straße 10–24 (gerade) (Standort) | Atriumsiedlung                                             | Von Ulrich Seek, 1931 vollendet; flach eingeschossige Bebauung eines Gevierts, bei der 16 L-förmige Hauseinheiten so angeordnet sind, dass sich drei geschlossene Atriumshöfe und am Abschluss gegen Westen und Osten je ein offener Gartenhof bilden. Die Wohnungen richten sich gegen die Gartenhöfe, die Längsseiten der Anlage sind weitgehend geschlossen durch Vor- und Rücksprünge gegliedert; zugehörig: Tittmoninger Straße 1–15 (ungerade). | D-1-62-000-4701 | weitere Bilder                                             |
| Newtonstraße 4 (Standort)                   | Villa                                                      | Barockisierend, um 1910, samt Gartenmauer | D-1-62-000-4737 | Villa                                                      |

### O
| Lage                               | Objekt                     | Beschreibung | Akten-Nr.       | Bild                       |
| ---------------------------------- | -------------------------- | --- | --------------- | -------------------------- |
| Oberföhringer Straße 4 (Standort)  | Villa                      | Barockisierend, 1910 von Lorenz Krieg, Fassadengestaltung von Emanuel von Seidl; Block mit Nr. 6 und 8.                                                                   | D-1-62-000-4881 | Villa                      |
| Oberföhringer Straße 6 (Standort)  | Villa                      | Barockisierend, um 1920; symmetrische Gruppe mit Nr. 8, Block mit Nr. 4 und 8.                                                                                            | D-1-62-000-4882 | Villa                      |
| Oberföhringer Straße 8 (Standort)  | Villa                      | Barockisierend, um 1920; symmetrische Gruppe mit Nr. 6; Block mit Nr. 4 und 6.                                                                                            | D-1-62-000-4883 | Villa                      |
| Oberföhringer Straße 12 (Standort) | Villa                      | Barockisierend, um 1910 von Emanuel von Seidl; Teil einer Gruppe mit Menzelstraße 1 und 3.                                                                                | D-1-62-000-4884 | Villa                      |
| Oberföhringer Straße 13 (Standort) | Mansarddachvilla           | Um 1910 | D-1-62-000-4885 | Mansarddachvilla           |
| Oberföhringer Straße 18 (Standort) | Villa                      | Neuklassizistisch, 1923 von Eduard Herbert und Höhne | D-1-62-000-4886 | Villa                      |
| Oberföhringer Straße 37 (Standort) | Kilometerstein             | 19. Jahrhundert, in Säulenform | D-1-62-000-4887 | Kilometerstein             |
| Odinstraße (Standort)              | Odinshain mit Odinsdenkmal | Steinernes Götterstandbild auf Sockel über aufgetürmten Felsbrocken, von Heinrich Natter, um 1874                                                                         | D-1-62-000-4936 | Odinshain mit Odinsdenkmal |
| Odinstraße 29 (Standort)           | Höchl-Schlössl             | Klassizistischer Schlossbau, Mittelrisalit mit Dreiecksgiebel und niedrigeren Seitenflügeln, Dachreiter, 1. Hälfte/Mitte 19. Jahrhundert; mit Immaculatafigur und Relief. | D-1-62-000-4935 | Höchl-Schlössl             |

### P
| Lage                                                        | Objekt                                              | Beschreibung | Akten-Nr.                | Bild                                                |
| ----------------------------------------------------------- | --------------------------------------------------- | --- | ------------------------ | --------------------------------------------------- |
| Pienzenauerstraße 2 (Standort)                              | Mietshaus                                           | barockisierender Jugendstil, 1909 von Paul Dietze; bildet mit Nr. 4 (mit dem es durch zwei Arkaden verbunden ist) und Nr. 6 eine reich gegliederte Gruppe | D-1-62-000-5319          | Mietshaus                                           |
| Pienzenauerstraße 4 (Standort)                              | Mietshaus                                           | barockisierender Jugendstil, 1909 von Paul Dietze; bildet mit Nr. 2 (mit dem es durch zwei Arkaden verbunden ist) und Nr. 6 eine reich gegliederte Gruppe | D-1-62-000-5320          | Mietshaus                                           |
| Pienzenauerstraße 6 (Standort)                              | Mietshaus                                           | barockisierender Jugendstil, bezeichnet 1909, von Paul Dietze; mit Nr. 2 und 4 Teil einer reich gegliederten Gruppe | D-1-62-000-5321          | Mietshaus                                           |
| Pienzenauerstraße 10 (Standort)                             | Mietshaus                                           | barockisierend, um 1910; durch Arkaden mit Nr. 12 verbunden | D-1-62-000-5322          | Mietshaus                                           |
| Pienzenauerstraße 12 (Standort)                             | Mietshaus                                           | barockisierend, um 1910; durch Arkaden mit Nr. 10 verbunden | D-1-62-000-5323          | Mietshaus                                           |
| Pienzenauerstraße 15 (Standort)                             | Villa                                               | barockisierend, vom Anfang des 20. Jahrhunderts, langjähriger Sitz der Ukrainischen Freien Universität | D-1-62-000-5324          | Villa                                               |
| Pienzenauerstraße 17 (Standort)                             | Schlösschenartige Villa                             | neoklassizistisch, 1912–1913 von Paul Ludwig Troost | D-1-62-000-5325          | Schlösschenartige Villa                             |
| Pienzenauerstraße 22/22a/24 (Standort)                      | zusammengeschlossener, villenartiger Block          | barockisierend, vom Anfang des 20. Jahrhunderts; Nr. 22a und 24 ehemals unter den Nummern D-1-62-000-5327 bzw. D-1-62-000-5328 separat aufgeführt | D-1-62-000-5326          | zusammengeschlossener, villenartiger Block          |
| Pienzenauerstraße 28 (früher Poschingerstraße 6) (Standort) | Villa                                               | in Ecklage, in Anlehnung an das französische Barock, vom Anfang des 20. Jahrhunderts | D-1-62-000-5452          | weitere Bilder                                      |
| Pienzenauerstraße 31 (Standort)                             | Villa                                               | historisierend, 1922 von Karl Stöhr | D-1-62-000-5330          | Villa                                               |
| Pienzenauerstraße 38 (Standort)                             | Villa                                               | neoklassizistisch, 1910–1911 von Theodor Veil und Gerhard Herms | D-1-62-000-5331          | Villa                                               |
| Pienzenauerstraße 40 (Standort)                             | Villa Fabricius                                     | Eckhaus zur Vilshofener Straße; um 1912 für Prof. Dr. Ludwig Fabricius nach Entwurf der Architekten Eugen Fabricius und Arthur Hahn (Köln); Walmdach ursprünglich mit Fledermausgauben an allen Seiten und Dachausbau in der Mittelachse der Hauptfassade | D-1-62-000-5332          | Villa Fabricius                                     |
| Pienzenauerstraße 44 (Standort)                             | Villa                                               | neoklassizistisch, 1921 von Ferdinand Götz, nach Kriegszerstörung (1944) mit neuem Dach wiederhergestellt | D-1-62-000-5333          | Villa                                               |
| Pienzenauerstraße 50 (Standort)                             | Villa                                               | historisierend, um 1910 | D-1-62-000-5334          | Villa                                               |
| Pienzenauerstraße 53 (Standort)                             | zweigeschossige Villa                               | in zurückhaltend barockisierenden Formen, 1924 von Carl Jäger; mit kleinem, umfriedetem Park | D-1-62-000-5335          | zweigeschossige Villa                               |
| Pixisstraße 1/3 (Standort)                                  | Teil einer Wohnhausgruppe                           | errichtet 1927; vergleiche Ismaninger Straße 152, 154, 156, 158 | D-1-62-000-7970          | Teil einer Wohnhausgruppe                           |
| Poschingerstraße 2 (Standort)                               | Villa von Gumppenberg                               | barockisierender Jugendstil, 1907–1908 von Eugen Drollinger | D-1-62-000-5450          | weitere Bilder                                      |
| Poschingerstraße 5 (Standort)                               | Villa des Schriftstellers Alfred Walther von Heymel | heute IFO-Institut, neoklassizistisches Mansarddachhaus, 1910 von Karl Stöhr | D-1-62-000-5451          | Villa des Schriftstellers Alfred Walther von Heymel |
| Pienzenauerstraße 28 (früher Poschingerstraße 6) (Standort) | Villa                                               | in Ecklage, in Anlehnung an das französische Barock, vom Anfang des 20. Jahrhunderts | D-1-62-000-5452          | Villa                                               |
| Possartstraße 2 (Standort)                                  | Mietshaus                                           | Neo-Louis-XVI-Stil, sehr reich gegliedert und stuckiert, mit fünf Reliefporträts, 1901; samt zugehörigem Jugendstil-Vorgarten-Gitterzaun | D-1-62-000-5455 Wikidata | weitere Bilder                                      |
| Possartstraße 4 (Standort)                                  | Mietshaus                                           | Jugendstil, mit Standerker, vom Anfang des 20. Jahrhunderts; samt Vorgartenzaun | D-1-62-000-5456 Wikidata | weitere Bilder                                      |
| Possartstraße 6 (Standort)                                  | stattliches, malerisches Mietshaus                  | Jugendstil, sehr reich gegliedert, mit zum Teil figürlichem Stuckdekor, 1909–1910 von Franz Popp; samt Vorgartenzaun | D-1-62-000-5457 Wikidata | weitere Bilder                                      |
| Possartstraße 9 (Standort)                                  | Mietshaus                                           | Eckbau im späten Jugendstil, 1911 von Andreas Buchinger; bauliche Einheit mit Kopernikusstraße 10 | D-1-62-000-5458          | Mietshaus                                           |
| Possartstraße 12 (Standort)                                 | Mietshaus                                           | klassizisierender Jugendstil, 1911–1912 von Heinrich Stengel und Paul Hofer; symmetrische Gruppe mit Nr. 14 | D-1-62-000-5459 Wikidata | weitere Bilder                                      |
| Possartstraße 13 (Standort)                                 | Villa                                               | neoklassizistisch, bezeichnet 1922, von Heilmann & Littmann | D-1-62-000-5460 Wikidata | weitere Bilder                                      |
| Possartstraße 14 (Standort)                                 | Mietshaus                                           | klassizisierender Jugendstil, 1911–1912 von Heinrich Stengel und Paul Hofer; symmetrische Gruppe mit Nr. 12 | D-1-62-000-5461          | weitere Bilder                                      |
| Possartstraße 16 (Standort)                                 | Villa                                               | in Ecklage am Shakespeareplatz, neoklassizistisch, reich gegliedert, um 1910; samt hölzernem Gartenhäuschen | D-1-62-000-5462          | Villa                                               |
| Possartstraße 18 (Standort)                                 | Mansarddachvilla                                    | in Ecklage am Shakespeareplatz, neoklassizistisch, um 1910; samt zwei Gartenpavillons | D-1-62-000-5463          | weitere Bilder                                      |
| Possartstraße 21 (Standort)                                 | Villa                                               | historisierend, um 1910 | D-1-62-000-5464          | Villa                                               |
| Possartstraße 22 (Standort)                                 | Villa                                               | neoklassizistisch, um 1910 | D-1-62-000-5465          | Villa                                               |
| Possartstraße 23 (Standort)                                 | Villa                                               | historisierend, 1921 von Gustav Ludwig | D-1-62-000-5466          | Villa                                               |
| Possartstraße 24 (Standort)                                 | Mansarddachvilla                                    | in Ecklage am Galileiplatz, neobarock, um 1910; ehemaliges Wohnhaus des Malers Heinrich Zügel | D-1-62-000-5467          | Mansarddachvilla                                    |
| Possartstraße 27 (Standort)                                 | Villa                                               | historisierend, um 1910; Gruppe mit Cuvilliesstraße 31 | D-1-62-000-5468          | Villa                                               |
| Possartstraße 29 (Standort)                                 | Klinik Dr. Gaertner                                 | neoklassizistische Villa, mit Stuckdekor, 1912 von den Gebrüdern Ludwig | D-1-62-000-5469          | weitere Bilder                                      |
| Possartstraße 31 (Standort)                                 | Villa                                               | barockisierend, mit Stuckdekor, um 1910 | D-1-62-000-5470          | Villa                                               |
| Possartstraße 33 (Standort)                                 | Villa                                               | barockisierend, 1911 von Theodor Veil; samt Rückgebäude und kugelbesetztem Gartenzaun | D-1-62-000-5471          | Villa                                               |
| Possartstraße 35 (Standort)                                 | Haus im Sternenwinkel                               | stattliche, neoklassizistische Villa, um 1910 | D-1-62-000-5472          | Haus im Sternenwinkel                               |
| Possartstraße 37 (Standort)                                 | Atelier-Villa                                       | in Ecklage am Galileiplatz, barockisierend, um 1910 | D-1-62-000-5473          | Atelier-Villa                                       |
| Prinzregentenplatz (Standort)                               | Richard-Wagner-Denkmal                              | Marmorsitzbild, 1913 von Bildhauer Heinrich Waderé; westlich von Nr. 12 in kleiner Anlage | D-1-62-000-5570          | Richard-Wagner-Denkmal                              |
| Prinzregentenplatz 11 (Standort)                            | Mietshaus                                           | barockisierender Jugendstil, mit Kuppel und reichem Stuckdekor, 1901–1902 vom Architekturbüro Rupp & Fuchs, nunmehr Hans Hartl; 1977–1978 rekonstruierend umgebaut | D-1-62-000-5560          | Mietshaus                                           |
| Prinzregentenplatz 12 (Standort)                            | Prinzregententheater                                | klassizisierender Jugendstil, freistehender Komplex mit östlich angefügtem (erneuertem) Foyertrakt, 1900–1901 von Max Littmann; mit Innenräumen; südöstlich zugehöriger Garten mit Pergola auf der Brüstung und Jugendstilbrunnen | D-1-62-000-5561          | weitere Bilder                                      |
| Prinzregentenplatz 13 (Standort)                            | Eckhaus                                             | barockisierender Jugendstil, mit Putzgliederung und Stuckdekor (u. a. Reliefporträts Wagners und Possarts), 1908 von August Günther | D-1-62-000-5562          | Eckhaus                                             |
| Prinzregentenplatz 15 (Standort)                            | Eckhaus                                             | barockisierender Jugendstil, reich gegliedert mit Stuckdekor, 1902 wohl von Carl Vent; an der Possartstraße Vorgarten mit Gitterzaun; Gruppe mit Nr. 17 | D-1-62-000-5564          | Eckhaus                                             |
| Prinzregentenplatz 17 (Standort)                            | Eckhaus                                             | barockisierender Jugendstil, reich stuckiert, 1901 von Hans Hartl; Gruppe mit Nr. 15 | D-1-62-000-5566          | Eckhaus                                             |
| Prinzregentenplatz 19 (Standort)                            | Mietshaus                                           | malerischer, barockisierender Jugendstil, mit Stuckdekor, 1902–1903 von Carl Vent | D-1-62-000-5567          | weitere Bilder                                      |
| Prinzregentenplatz 21 (Standort)                            | Mietshaus                                           | barockisierender Jugendstil, mit Stuckdekor, 1901 von Hans Hartl; Gruppe mit Nr. 23 | D-1-62-000-5568          | weitere Bilder                                      |
| Prinzregentenplatz 23 (Standort)                            | Eckhaus                                             | barockisierender Jugendstil, mit Kuppelaufsatz und Stuckdekor, um 1900 wohl von Carl Vent; Gruppe mit Nr. 21 | D-1-62-000-5569          | weitere Bilder                                      |
| Prinzregentenstraße (Standort)                              | Luitpoldterrasse                                    | Abschluss des Westteils der Straße jenseits der Brücke, 1891 vollendet nach einem Entwurf von Jakob Möhl; monumentale barockisierende Treppenanlage mit Laternen, Fontänen und Fontänenbecken; beiderseits die Gartenparterres umschließende Rampen; Friedensdenkmal oberhalb der Luitpoldterrasse: über Karyatidenhalle Säule mit Bronzeengel, 1896–1899 von den Bildhauern Heinrich Düll, Georg Pezold und Max Heilmaier                                                                                | D-1-62-000-5586          | weitere Bilder                                      |
| Prinzregentenstraße 61 (Standort)                           | Villa mit Kuppel                                    | neobarock, 1896 von Sigmund Aichinger; später vereinfacht | D-1-62-000-5589          | weitere Bilder                                      |
| Prinzregentenstraße 67 (Standort)                           | Mietshaus                                           | Neorenaissance, Eckbau mit Erkern und reicher Gliederung, 1897–1899; Gruppe mit Ismaninger Straße 52 | D-1-62-000-5593          | Mietshaus                                           |
| Prinzregentenstraße 69 (Standort)                           | Mietshaus                                           | Jugendstil, mit Erker, vom Anfang des 20. Jahrhunderts; zum Teil später vereinfacht | D-1-62-000-5595          | Mietshaus                                           |
| Prinzregentenstraße 71 (Standort)                           | Mietshaus                                           | stattlicher, asymmetrisch gegliederter Eckbau im Jugendstil, 1905 von Robert Graschberger; Einheit mit Trogerstraße 23 | D-1-62-000-5597          | Mietshaus                                           |
| Prinzregentenstraße 73 (Standort)                           | Mietshaus                                           | Eckbau in deutscher Renaissance, mit reicher Gliederung und Dekoration, 1904 von Lorenz Krieg; Gruppe mit Trogerstraße 48 | D-1-62-000-5599          | weitere Bilder                                      |
| Prinzregentenstraße 75/77/79/81/83/85/87/89 (Standort)      | Wohnanlage                                          | im Stil des Neuen Bauens 1927–1928 von Helmuth Wolff; mit Geibelstraße 8, Lamontstraße 1/3 und Schumannstraße 2/4/6/8/10, Fassadenpreisträger 2005 | D-1-62-000-5601          | weitere Bilder                                      |
| Prinzregentenstraße 91 (Standort)                           | Mietshaus                                           | später Jugendstil, mit zwei Erkern, 1911–1912 von Geissler & Co.; mit Nr. 93 und 95 symmetrisch komponierte Wohnhausgruppe | D-1-62-000-5602          | Mietshaus                                           |
| Prinzregentenstraße 93 (Standort)                           | Mietshaus                                           | später Jugendstil, um 1911 von Geissler & Co.; Mittelbau einer symmetrisch komponierten Gruppe mit Nr. 91 und 95 | D-1-62-000-5604          | weitere Bilder                                      |
| Prinzregentenstraße 95 (Standort)                           | Mietshaus                                           | später Jugendstil, mit zwei Erkern, um 1911 von Geissler & Co.; mit Nr. 91 und 93 symmetrisch komponierte Wohnhausgruppe | D-1-62-000-5606          | Mietshaus                                           |
| Prinzregentenstraße 99/101/103/105/107/109/111 (Standort)   | Wohnblock (siehe auch Brucknerstraße 1)             | Musterbau der sogenannten Neuen Südstadt: Bauteil 1 an der Prinzregentenstraße, fünfgeschossiger putzgegliederter Block mit durchfenstertem Mezzanin und seitlichen Hochbunkern, 1942–1943 von Walter Kratz, nach Schäden im Zweiten Weltkrieg wiederaufgebaut; Bauteil 2 an der Brucknerstraße, seitlicher Hochbunker und innenliegende Fluchttreppenhäuser, 1942–1943 von Fritz Norkauer, Wohnhausbau, schlichter, fünfgeschossiger Satteldachbau, 1952 vom Baubüro der Bayerischen Versicherungskammer | D-1-62-000-8525          | weitere Bilder                                      |

### R
| Lage                       | Objekt                                                       | Beschreibung | Akten-Nr.       | Bild                                                         |
| -------------------------- | ------------------------------------------------------------ | --- | --------------- | ------------------------------------------------------------ |
| Rauchstraße 1 (Standort)   | Mietshaus                                                    | Neubarocker Eckbau, mit Erkern, 1898 von Leonhard Romeis. | D-1-62-000-5663 | Mietshaus                                                    |
| Rauchstraße 2 (Standort)   | Mietshaus                                                    | Eckbau im barockisierenden Jugendstil, reich gegliedert und stuckiert, 1901 von Heilmann & Littmann.                                                                   | D-1-62-000-5664 | Mietshaus                                                    |
| Rauchstraße 4 (Standort)   | Mietshaus                                                    | Deutsche Renaissance, um 1900 | D-1-62-000-5665 | Mietshaus                                                    |
| Rauchstraße 5 (Standort)   | Teil eines schlösschenartigen Doppelhauses                   | (mit Nr. 7), neubarock, mit Mansarddach, Anfang 20. Jahrhundert | D-1-62-000-5666 | Teil eines schlösschenartigen Doppelhauses                   |
| Rauchstraße 6 (Standort)   | Mietshaus                                                    | Deutsche Renaissance mit Jugendstilformen, um 1900. | D-1-62-000-5667 | Mietshaus                                                    |
| Rauchstraße 7 (Standort)   | Polizeirevier                                                | Teil eines schlösschenartigen Doppelhauses (mit Nr. 5), neubarock, mit Mansarddach, Anfang 20. Jahrhundert ehemals unter der Nummer D-1-62-000-5668 separat aufgeführt | D-1-62-000-5666 | Polizeirevier                                                |
| Rauchstraße 8 (Standort)   | Mietshaus                                                    | Deutsche Renaissance mit Jugendstilformen, um 1900 | D-1-62-000-5669 | Mietshaus                                                    |
| Rauchstraße 10 (Standort)  | Wohnhaus                                                     | Barockisierend, 1910–11 von Heilmann & Littmann; Gruppe mit dem gleichartigen Haus Nr. 12, vergleiche dort.                                                            | D-1-62-000-5670 | Wohnhaus                                                     |
| Rauchstraße 12 (Standort)  | Wohnhaus                                                     | Barockisierend, 1910–11 von Heilmann & Littmann; Gruppe mit dem gleichartigen Haus Nr. 10, im Anschluss an Friedrich-Herschel-Straße 9–25 (ungerade Nrn.).             | D-1-62-000-5671 | Wohnhaus                                                     |
| Rauchstraße 16 (Standort)  | Villa                                                        | Neuklassizistisch, Anfang 20. Jahrhundert; mit Nr. 18 und 20 zu einem Block zusammengefasst.                                                                           | D-1-62-000-5672 | Villa                                                        |
| Rauchstraße 17 (Standort)  | Großbürgerliche Villa, heute Corpshaus Corps Bavaria München | Barockisierende Villa, ~1912 | D-1-62-000-5673 | Großbürgerliche Villa, heute Corpshaus Corps Bavaria München |
| Rauchstraße 18 (Standort)  | Villa                                                        | Neuklassizistisch, Anfang 20. Jahrhundert; mit Nr. 16 und 20 zu einem Block zusammengefasst.                                                                           | D-1-62-000-5674 | Villa                                                        |
| Rauchstraße 20 (Standort)  | Villa                                                        | Neuklassizistisch, Anfang 20. Jahrhundert; mit Nr. 16 und 18 zu einem Block zusammengefasst.                                                                           | D-1-62-000-5675 | Villa                                                        |
| Röntgenstraße 2 (Standort) | Villa                                                        | historisierend, bezeichnet 1926 | D-1-62-000-5883 | Villa                                                        |
| Röntgenstraße 5 (Standort) | Historisierende Villa                                        | 1910–11 von Heilmann & Littmann, zeitweise Haus der katholischen Kirchengemeinde des slawischen Ritus, ab 2005 Polnisches Generalkonsulat                              | D-1-62-000-5884 | Historisierende Villa                                        |

### S
| Lage                                                 | Objekt                                              | Beschreibung | Akten-Nr.       | Bild                  |
| ---------------------------------------------------- | --------------------------------------------------- | --- | --------------- | --------------------- |
| Scheinerstraße 1 (Standort)                          | Universitäts-Sternwarte                             | Altbau klassizistisch, 1817. In der Südwestecke des Gartengeländes einzelstehende dorische Säule.                                                                         | D-1-62-000-6129 | weitere Bilder        |
| Scheinerstraße 2 (Standort)                          | Villa                                               | Barockisierend, um 1910; in Ecklage am Galileiplatz. | D-1-62-000-6130 | weitere Bilder        |
| Scheinerstraße 2a (Standort)                         | Mansarddachvilla                                    | Barockisierend, um 1910; samt kugelbesetzten Zaunpfeilern. | D-1-62-000-6131 | Mansarddachvilla      |
| Scheinerstraße 4 (Standort)                          | Villa                                               | Neuklassizistisch, 1925 von Robert Graschberger | D-1-62-000-6132 | Villa                 |
| Scheinerstraße 11 (Standort)                         | Villa                                               | Neuklassizistisch, um 1910 | D-1-62-000-6133 | weitere Bilder        |
| Scheinerstraße 12a (Standort)                        | Kath. Pfarrkirche Hl. Blut                          | Neue Sachlichkeit mit historischen Anklängen, Turm an der Nordseite, 1934 von Hans Döllgast.                                                                              | D-1-62-000-6134 | weitere Bilder        |
| Schönbergstraße 9 (Standort)                         | Schlossartige Villa                                 | Neubarock, Anfang 20. Jahrhundert; jetzt Apostolische Exarchie der ukrainischen Katholiken.                                                                               | D-1-62-000-6281 | weitere Bilder        |
| Schönbergstraße 12 (Standort)                        | Malerische Villa                                    | In Ecklage, neubarock, Anfang 20. Jahrhundert; samt Gartenmauer und -pavillon.                                                                                            | D-1-62-000-6282 | Malerische Villa      |
| Schumannstraße 2/4/6/8/10 (Standort)                 | Teil einer Wohnanlage                               | 1927–28 von Helmuth Wolff; siehe Prinzregentenstraße 75–89 (ungerade Nrn.). ehemals unter der Nummer D-1-62-000-6352 separat aufgeführt                                   | D-1-62-000-5601 | Teil einer Wohnanlage |
| Shakespeareplatz (Standort)                          | Weibliche Brunnenfigur                              | Mit Früchteschale am Kopf, signiert Georg Müller, um 1933/38; in den Anlagen.                                                                                             | D-1-62-000-6512 | weitere Bilder        |
| Maria-Theresia-Straße 23, Siebertstraße 2 (Standort) | Ehemalige Villa des Bildhauers Adolf von Hildebrand | 1895–98 nach dessen Plänen von Gabriel von Seidl erbaut, 1911 von Carl Sattler um Atelierflügel erweitert, neubarock; im Garten Plastiken und Architekturteile.           | D-1-62-000-6516 | weitere Bilder        |
| Siebertstraße 3 (Standort)                           | Mansarddachvilla                                    | Neubarock, mit Stuckdekor, um 1900, Fassadenpreisträger 2004. | D-1-62-000-6517 | Mansarddachvilla      |
| Siebertstraße 5 (Standort)                           | Eckhaus                                             | Neurenaissance, mit Jugendstil-Balkongittern und -stuck, 1902. | D-1-62-000-6518 | Eckhaus               |
| Siebertstraße 6 (Standort)                           | Villa                                               | Deutsche Renaissance, bezeichnet 1899 | D-1-62-000-6519 | Villa                 |
| Siebertstraße 7 (Standort)                           | Mansarddachvilla                                    | Neubarock, um 1900; an der Gartenmauerecke große Vase. | D-1-62-000-6520 | Mansarddachvilla      |
| Siebertstraße 8 (Standort)                           | Villa                                               | Deutsche Renaissance, um 1900 | D-1-62-000-6521 | Villa                 |
| Steinbacherstraße 2 (Standort)                       | Mietshaus                                           | Später, barockisierender Jugendstil, Anfang 20. Jahrhundert; Gruppe mit Montgelasstraße 8.                                                                                | D-1-62-000-6619 | Mietshaus             |
| Steinbacherstraße 10 (Standort)                      | Landhaus                                            | Des mittleren 19. Jahrhunderts in romantisierenden Formen. | D-1-62-000-6620 | Landhaus              |
| Sternwartstraße 2 (Standort)                         | Mietshaus                                           | Viergeschossiger durch Erker und Balkons reich gegliederter Jugendstilbau mit Eckaufsatz und Stuckdekor, von Franz Popp, 1909; Tor, Pfeilergittertor, um 1909.            | D-1-62-000-6687 | weitere Bilder        |
| Sternwartstraße 4 (Standort)                         | Villa                                               | Zweigeschossiger stuckgegliederter Mansardwalmdachbau in barockisierenden Formen mit durch Altane, Balkon und Zwerchhaus betonter Mittelachse, um 1910/20.                | D-1-62-000-6688 | Villa                 |
| Sternwartstraße 6 (Standort)                         | Villa                                               | Zweigeschossiger putzgegliederter Mansardwalmdachbau in neuklassizistischen Formen mit übergiebeltem Mittelrisalit, Altane und Stuckdekor, von Heilmann & Littmann, 1924. | D-1-62-000-6689 | Villa                 |
| Sternwartstraße 20 (Standort)                        | Villa                                               | Zweigeschossiger historisierender Walmdachbau mit rundem Eckerker und Stuckdekor, um 1910; Gruppe mit Lamontstraße 29.                                                    | D-1-62-000-6690 | Villa                 |
| Sternwartstraße 21 (Standort)                        | Villa                                               | Zweigeschossiger putzgegliederter Walmdachbau in historisierenden Formen mit Altanen, um 1920.                                                                            | D-1-62-000-6691 | Villa                 |
| Sternwartstraße 22 (Standort)                        | Villa                                               | Zweigeschossiger putzgegliederter Mansardwalmdachbau in barockisierenden Formen mit polygonalem Eckerker, um 1910.                                                        | D-1-62-000-6692 | Villa                 |
| Sternwartstraße 24 (Standort)                        | Villa                                               | Zweigeschossiger putzgegliederter Mansardwalmdachbau in barockisierenden Formen mit Treppenhausrisalit und Stuckdekor, 1909.                                              | D-1-62-000-6693 | Villa                 |

### T
| Lage                                           | Objekt                                                                                        | Beschreibung | Akten-Nr.       | Bild            |
| ---------------------------------------------- | --------------------------------------------------------------------------------------------- | --- | --------------- | --------------- |
| Tittmoninger Straße 1–15 (ungerade) (Standort) | Atriumsiedlung                                                                                | Von Ulrich Seek, vergleiche Neufahrner Straße 10–24 (gerade) | D-1-62-000-4701 | weitere Bilder  |
| Titurelstraße 5/7/9 (Standort)                 | Ehem. Gäste- und Wohnhaus der Stiftung Volkswagenwerk für Wissenschaft und Forschung Hannover | Zweiteiliger, achtgeschossiger, nach oben verjüngender Terrassenbau, Betonschottenbauweise, Balkone mit Betonpflanzschalen; Außenbereichgestaltung mit Betonpflanzschalen; Tiefgarage; von Walter Ebert, 1967–69.  | D-1-62-000-8653 | weitere Bilder  |
| Trogerstraße 23 (Standort)                     | Mietshaus                                                                                     | Jugendstil, 1905 von Robert Graschberger; Einheit mit Prinzregentenstraße 71 ehemals unter der Nummer D-1-62-000-6978 separat aufgeführt                                                                           | D-1-62-000-5597 | Mietshaus       |
| Trogerstraße 48 (Standort)                     | Mietshaus                                                                                     | Malerischer Eckbau in deutscher Renaissance, reich gegliedert und dekoriert, mit drei Erkern, bezeichnet 1902, von Carl Baierle; Gruppe mit Prinzregentenstraße 73.                                                | D-1-62-000-6984 | Mietshaus       |
| Trogerstraße 50 (Standort)                     | Mietshaus                                                                                     | Jugendstil, asymmetrische Fassade mit St. Benno-Relief und floralem Dekor, 1904–05 von Max Kirschner; bildet mit Nr. 52 eine symmetrische Gruppe.                                                                  | D-1-62-000-6985 | Mietshaus       |
| Trogerstraße 52 (Standort)                     | Mietshaus                                                                                     | Jugendstil, asymmetrische Fassade mit Erker, Balkonen, Giebel und sehr reichem figürlichem Reliefdekor, bezeichnet 1905, von Max Kirschner und Sigmund Waidenschlager; bildet mit Nr. 50 eine symmetrische Gruppe. | D-1-62-000-6986 | weitere Bilder  |
| Trogerstraße 54 (Standort)                     | Mietshaus                                                                                     | Jugendstil, mit Erker, Balkonen, Giebel und Putzdekor, Anfang 20. Jahrhundert | D-1-62-000-6987 | Mietshaus       |
| Trogerstraße 56 (Standort)                     | Mietshaus                                                                                     | Barockisierend, mit Putzgliederung, um 1910 | D-1-62-000-6988 | Mietshaus       |
| Trogerstraße 58/60/62 (Standort)               | Mietshausgruppe                                                                               | viergeschossiger Mansardwalmdachbau mit Dachgauben und Putzgliederung, in barockisierenden Formen, von Franz Deininger, 1922–24; Einfriedung, Holzlattenzaun und Steinpfeiler, gleichzeitig                        | D-1-62-000-6989 | Mietshausgruppe |

### V
| Lage                             | Objekt                           | Beschreibung | Akten-Nr.       | Bild                             |
| -------------------------------- | -------------------------------- | --- | --------------- | -------------------------------- |
| Vilshofener Straße 8 (Standort)  | Villa                            | Barockisierend, mit Eckkuppeln, Anfang 20. Jahrhundert | D-1-62-000-7235 | Villa                            |
| Vilshofener Straße (Standort)    | Steinfigur eines Jägers mit Hund | 1. Hälfte 20. Jahrhundert; in der Herzog-Albrecht-Anlage. | D-1-62-000-7236 | Steinfigur eines Jägers mit Hund |
| Vollmannstraße 53/53a (Standort) | Schreinerei                      | Schlichter zweigeschossiger, im Wohnteil dreigeschossiger Satteldachbau, aus überschlemmten Trümmer- bzw. Bruchziegeln, von Hans Döllgast, 1949, 1956 vom gleichen Architekten umgebaut. | D-1-62-000-8688 | Schreinerei                      |

## Ehemalige Baudenkmäler
In diesem Abschnitt sind Objekte aufgeführt, die früher einmal in der Denkmalliste eingetragen waren, jetzt aber nicht mehr. Objekte, die in anderem Zusammenhang – also z. B. als Teil eines Baudenkmals – weiter eingetragen sind, sollen hier nicht aufgeführt werden. Aktennummern in diesem Abschnitt sind ehemalige, jetzt nicht mehr gültige Aktennummern.

| Lage                        | Objekt          | Beschreibung | Akten-Nr.        | Bild |
| --------------------------- | --------------- | --- | ---------------- | ---- |
| Delpstraße 31 (Standort)    | Wohnhaus        | zweigeschossiger verputzter Satteldachbau ohne Dachüberstand mit gartenseitig überdachtem Balkon und straßenseitig vorkragendem mächtigen Kaminabzug, in modern beeinflussten Heimatstilformen, von Robert Seitz, 1936/37 In der aktuellen Baudenkmalliste nicht aufgeführt | D-1-62-000-11198 | BW   |
| Gellertstraße 10 (Standort) | Einfamilienhaus | Wohnhaus des Architekten Max Schoen; erbaut 1929/30 1999 aus der Denkmalliste gestrichen |                  | BW   |

## Abgegangene Baudenkmäler
In diesem Abschnitt sind Objekte aufgeführt, die früher einmal in der Denkmalliste eingetragen waren, jetzt aber nicht mehr existieren, z. B. weil sie abgebrochen wurden. Aktennummern in diesem Abschnitt sind ehemalige, jetzt nicht mehr gültige Aktennummern.

| Lage                         | Objekt        | Beschreibung | Akten-Nr.       | Bild           |
| ---------------------------- | ------------- | --- | --------------- | -------------- |
| Kolbergerstraße 5 (Standort) | Walmdachvilla | Ehemals zweigeschossiger Walmdachbau mit Erkern, von Joseph Kaiser, 1923. 2013 aus der Denkmalliste gestrichen; nach Verneinung des Denkmalstatus durch Gerichtsentscheid erfolgte 2015 der Abriss zugunsten eines Neubaus. | D-1-62-000-3568 | weitere Bilder |